# 트로이 전쟁
트로이 전쟁(Troy戰爭, 고대 그리스어: Τρωϊκός πόλεμος, 문화어: 트로야 전쟁)은 기원전 12세기 또는 13세기경에 일어난 그리스 신화 속의 전설적인 전쟁이다. 이 전쟁은 트로이의 왕자 파리스가 스파르타의 왕 메넬라오스의 아내 헬레네를 데려간 후 아카이아인(그리스인)들이 트로이 도시를 상대로 벌인 것이다. 그리스 신화에서 가장 중요한 사건 중 하나이며, 호메로스의 《일리아스》를 비롯한 수많은 그리스 문학 작품을 통해 전해져 왔다. 《일리아스》의 핵심부(제2권-제23권)는 10년간의 트로이 포위 공격 중 나흘 낮과 이틀 밤의 기간을 다루고 있으며, 《오디세이아》는 이 전쟁의 영웅 중 한 명인 오디세우스의 귀향길을 다루고 있다. 전쟁의 다른 부분들은 서사시 연작을 통해 전해지며, 단편으로 남아있다. 이 전쟁의 에피소드들은 그리스 비극과 다른 그리스 문학 작품들의 소재가 되었으며, 베르길리우스와 오비디우스를 포함한 로마의 시인들의 작품에도 등장했다.
고대 그리스인들은 트로이가 다르다넬스 해협 근처에 위치해 있었으며, 트로이 전쟁이 기원전 13세기나 12세기의 실제 역사적 사건이었다고 믿었다. 서기 19세기 중반까지 이 전쟁과 도시는 역사적 사실이 아닌 것으로 널리 여겨졌으나, 1868년 독일의 고고학자 하인리히 슐리만이 프랭크 캘버트를 만났고, 캘버트는 슐리만에게 트로이가 현재 튀르키예의 히사를르크에 있었다고 확신시켰다. 슐리만과 다른 학자들이 실시한 발굴 작업을 토대로, 이 주장은 현재 대부분의 학자들에 의해 받아들여지고 있다.
트로이 전쟁의 역사성 여부는 여전히 미해결 과제로 남아있다. 많은 학자들은 이 이야기에 역사적 핵심이 있다고 믿고 있지만, 이는 단순히 호메로스의 이야기들이 청동기 시대 미케네 그리스인들의 다양한 공성전과 원정에 대한 이야기들이 융합된 것일 수도 있다. 트로이 전쟁 이야기가 특정 역사적 충돌에서 비롯되었다고 믿는 이들은 대개 그 시기를 기원전 12세기나 11세기로 추정하며, 특히 에라토스테네스가 제시한 기원전 1194년에서 1184년이라는 연대를 선호하는데, 이 시기는 후기 청동기 시대 트로이 VII 지층의 대규모 화재 흔적과 후기 청동기 시대의 붕괴에 대한 고고학적 증거와 대체로 일치한다.

## 출전
트로이 전쟁의 사건들은 수많은 그리스 문학 작품에서 발견되며 다양한 그리스 예술 작품에도 묘사되어 있다. 이 전쟁의 모든 사건을 전하는 단일한 권위 있는 문헌은 존재하지 않는다. 대신 이야기는 여러 출처에서 수집되었는데, 이들 중 일부는 서로 상충되는 버전의 사건들을 전하고 있다. 가장 중요한 문학적 출처는 기원전 9세기에서 6세기 사이에 쓰였다고 전해지는, 호메로스의 작품으로 알려진 두 편의 서사시 《일리아스》와 《오디세이아》이다. 각각의 서사시는 전쟁의 일부분만을 다루고 있다. 《일리아스》는 트로이 포위 공격의 마지막 해에 있었던 짧은 기간을 다루고 있으며, 《오디세이아》는 트로이 약탈 이후 오디세우스가 고향 섬 이타카로 돌아가는 여정을 다루고 있고 전쟁의 특정 에피소드들에 대한 여러 회상 장면들을 포함하고 있다.
트로이 전쟁의 다른 부분들은 서사시 연작 또는 서사시환으로도 알려진 《퀴프리아》, 《아이티오피스》, 《소 일리아스》, 《일리우 페르시스》, 《노스토이》, 《텔레고네이아》에서 전해진다. 이 서사시들은 단편으로만 남아있지만, 그 내용은 프로클로스의 《크레스토마테이아》에 포함된 요약문을 통해 알려져 있다. 서사시환의 저자는 확실하지 않다. 이 서사시들은 호메로스의 서사시들이 쓰인 이후인 기원전 7세기와 6세기에 기록되었다고 일반적으로 여겨지지만, 더 오래된 전통에 기반을 두고 있다는 것이 널리 받아들여지고 있다.
호메로스의 서사시와 서사시환 모두 구비 전승에서 비롯되었다. 《일리아스》, 《오디세이아》, 그리고 순환 서사시들이 작성된 이후에도 트로이 전쟁의 신화는 많은 장르의 시를 통해, 그리고 비시적 이야기를 통해 구전으로 전해졌다. 후대 작가들의 작품에서만 발견되는 이야기의 사건들과 세부 사항들도 구비 전승을 통해 전해졌을 수 있으며, 호메로스의 서사시만큼이나 오래된 것일 수 있다. 도기화와 같은 시각 예술도 트로이 전쟁의 신화가 전파된 또 다른 매체였다.
후대에는 극작가, 역사가, 그리고 다른 지식인들이 트로이 전쟁에서 영감을 받은 작품들을 창작했다. 아테네의 3대 비극작가인 아이스킬로스, 소포클레스, 에우리피데스는 트로이 전쟁의 에피소드들을 다룬 여러 편의 드라마를 썼다. 로마 작가들 중에서 가장 중요한 인물은 기원전 1세기의 시인 베르길리우스이다. 그의 《아이네이스》 제2권에서 아이네이아스는 트로이의 약탈을 이야기한다.

## 전설

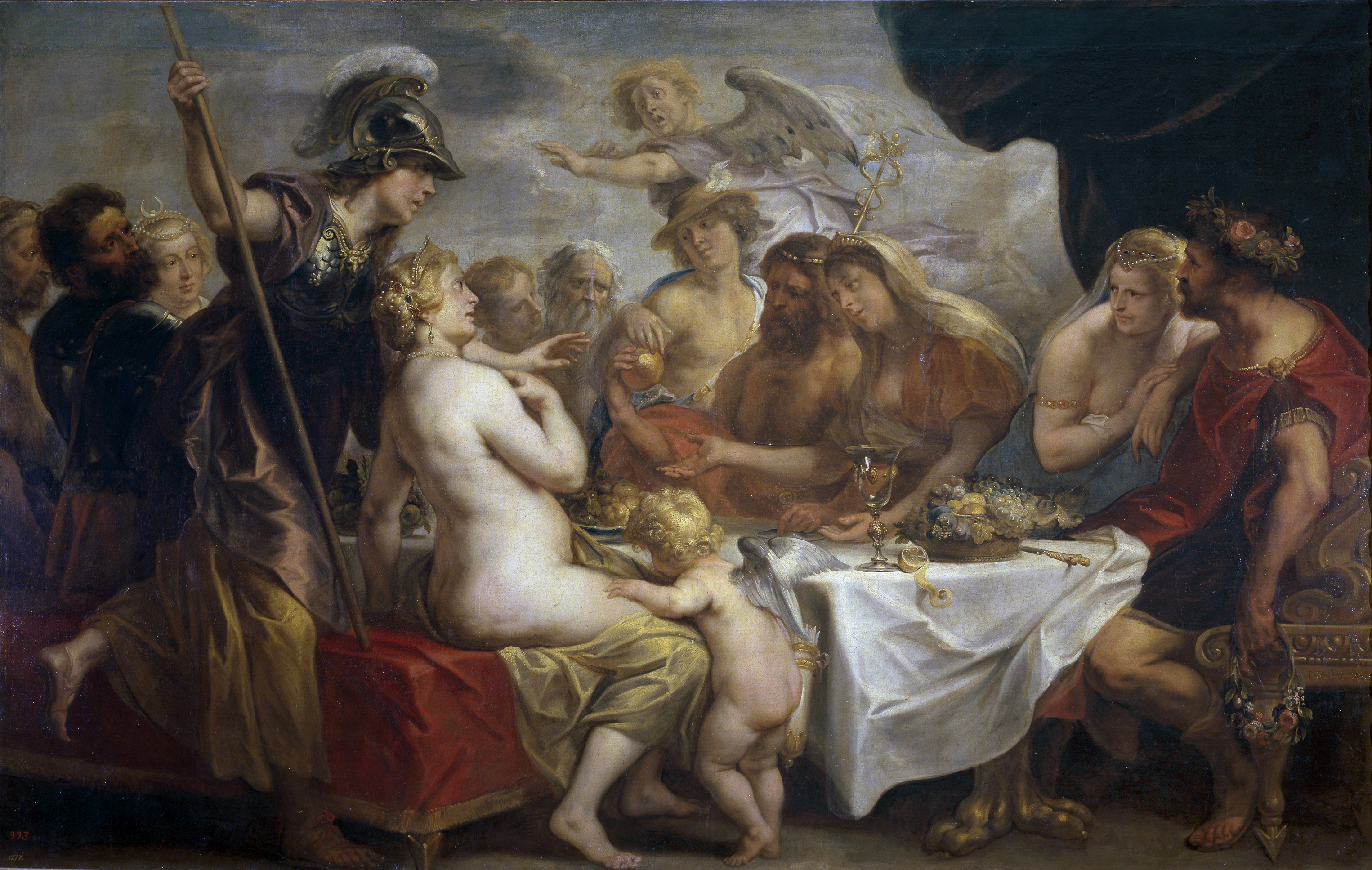
《불화의 황금 사과》 - 야코프 요르단스 작

전통적으로 트로이 전쟁은 여신 헤라, 아테나, 아프로디테 사이의 다툼으로 시작된 일련의 사건들에서 비롯되었다. 불화의 여신 에리스는 펠레우스와 테티스의 결혼식에 초대받지 못했고, "가장 아름다운 이에게"라고 새겨진 황금사과를 선물로 가져와 던졌다. 여신들은 각자 자신이 "가장 아름답기" 때문에 그 사과의 정당한 소유자라고 주장했다. 그들은 양 떼를 돌보고 있던 한 양치기를 만나 그에게 판정을 맡겼다. 각 여신은 그 젊은이에게 호의의 대가로 권력, 지혜, 혹은 사랑을 약속했다. 사실 시골에서 자란 트로이의 왕자였던 이 젊은이 파리스는 사랑을 선택했고 아프로디테에게 사과를 수여했다. 그 보상으로 아프로디테는 스파르타의 여왕이자 가장 아름다운 여인인 헬레네가 파리스와 사랑에 빠지도록 했다. 파리스의 심판은 헤라와 아테나의 분노를 샀고, 헬레네가 남편인 스파르타의 왕 메넬라오스를 떠나 트로이의 파리스와 함께 떠나자, 메넬라오스는 그리스의 모든 왕과 왕자들에게 트로이와의 전쟁을 요청했다.

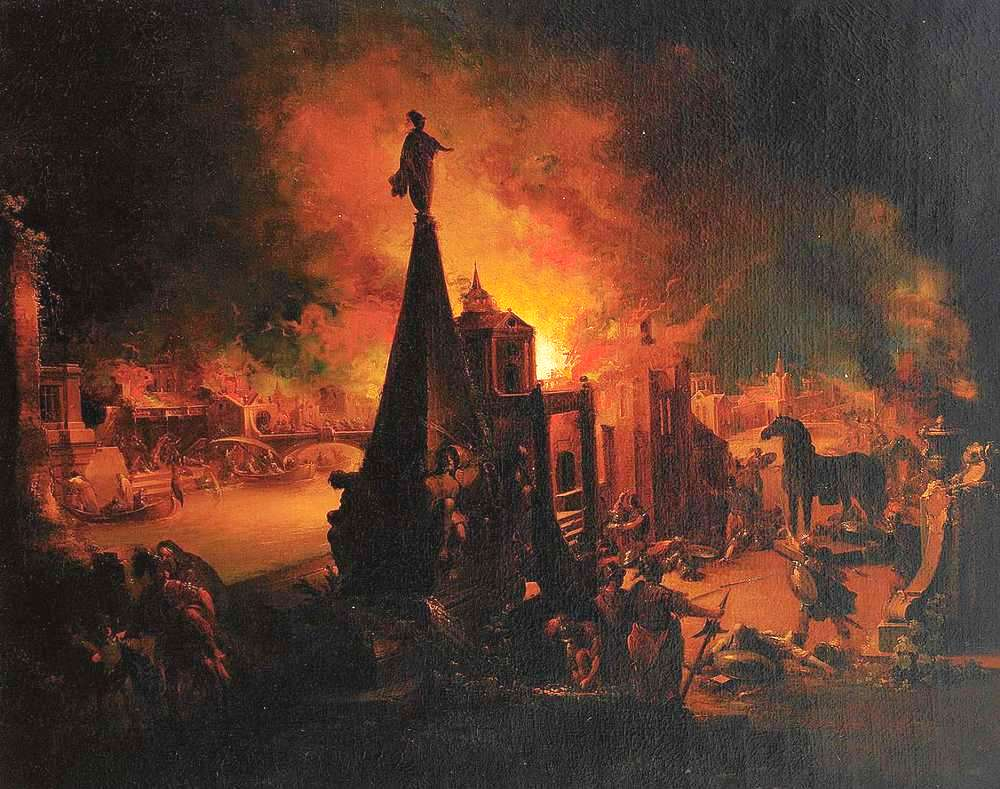
《트로이의 화재》(1759-1762) - 요한 게오르크 트라우트만의 유화

메넬라오스의 형제인 미케네의 왕 아가멤논은 아카이아 군대를 이끌고 트로이로 원정을 떠나 파리스의 모욕 때문에 10년 동안 도시를 포위했다. 아카이아의 아킬레우스와 아이아스, 트로이의 헥토르와 파리스를 포함한 많은 영웅들의 죽음 이후, 도시는 트로이의 목마라는 계략에 함락되었다. 아카이아인들은 노예로 삼거나 팔아넘긴 일부 여자들과 아이들을 제외한 트로이인들을 학살했고 신전을 모독하여 신들의 분노를 샀다. 아카이아인들 중 소수만이 무사히 고향으로 돌아왔고 많은 이들이 먼 해안에 식민지를 세웠다. 후에 로마인들은 자신들의 기원을 아프로디테의 아들이자 트로이인 중 한 명이었던 아이네이아스로 거슬러 올라갔는데, 그는 살아남은 트로이인들을 이탈리아로 이끌었다고 전해진다.
다음의 트로이 전쟁 요약은 프로클로스의 요약문에 나온 사건의 순서를 따르고 있으며, 《일리아스》, 《오디세이아》, 《아이네이스》와 함께 다른 작가들의 글에서 발췌한 세부 사항들로 보완되어 있다.

### 전쟁의 기원

#### 제우스의 계획

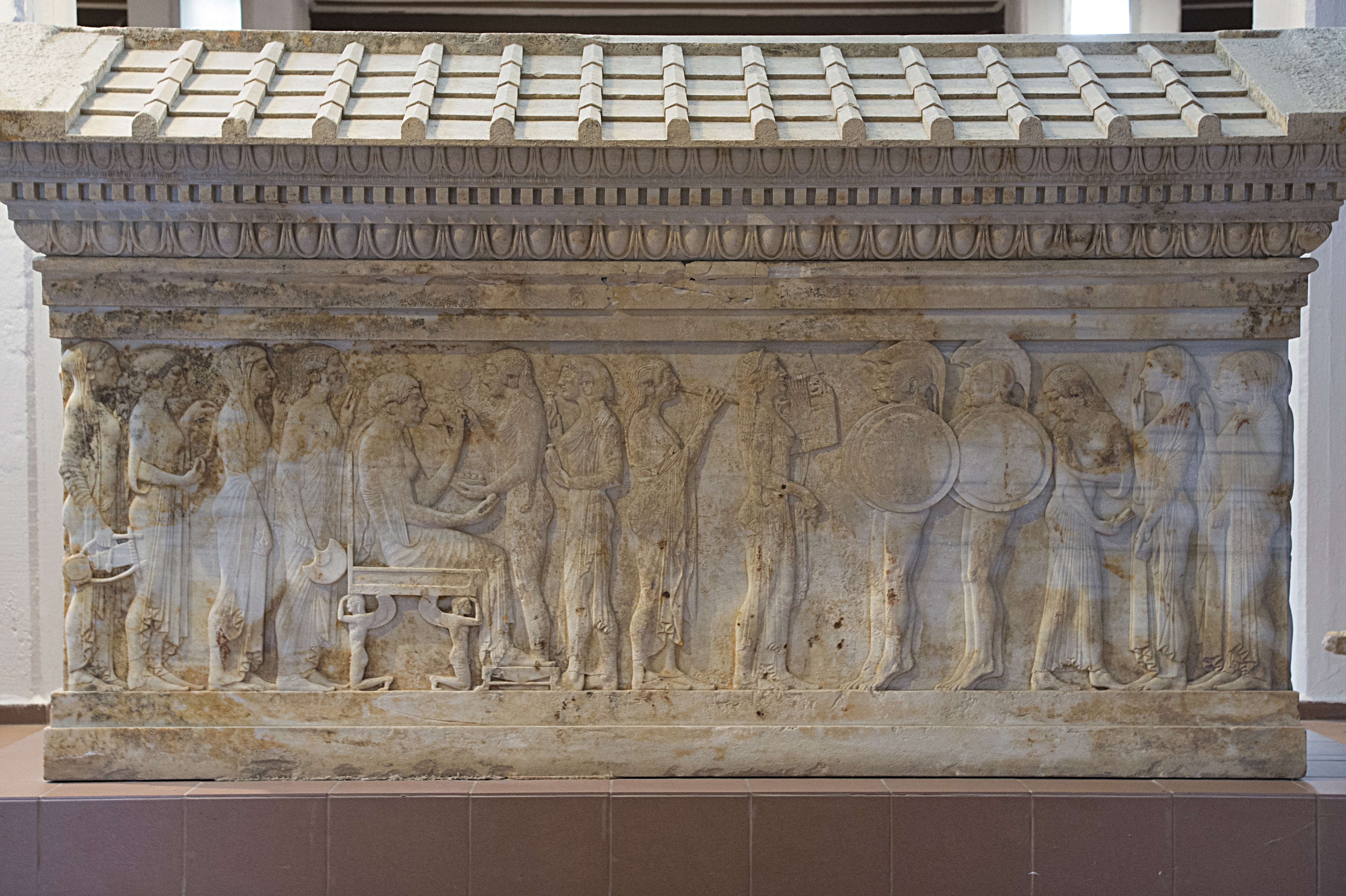
트로이 박물관의 폴릭세네 석관

그리스 신화에 따르면, 제우스는 자신의 아버지 크로노스를 몰아내고 신들의 왕이 되었다. 크로노스 역시 자신의 아버지 우라노스를 몰아냈었다. 제우스는 자신의 아내이자 누이인 헤라에게 충실하지 않았으며, 많은 관계를 맺어 수많은 자녀를 낳았다. 제우스는 지상에 너무 많은 사람들이 살고 있다고 여겼다. 따라서 비판과 조롱의 신 모모스와 정의의 신 테미스의 조언을 따라 트로이 전쟁을 통해 지상의 인구, 특히 자신의 반신반인 자손들의 수를 줄이고자 했다.
이는 헤시오도스의 기록으로 뒷받침될 수 있다.
이제 모든 신들은 불화로 인해 나뉘었다. 바로 그때 높은 곳에서 천둥을 치는 제우스는 경이로운 일들을 구상하고 있었으니, 끝없는 대지 위로 폭풍과 돌풍을 뒤섞으려 했고, 이미 필멸의 인간들의 종족을 완전히 끝내려 서둘렀다. 신들의 자녀들이 비참한 필멸자들과 짝지어서는 안 된다 선언하며 반신들의 생명을 파괴하려 했으니, 그들이 자신의 눈으로 운명을 보게 하려 함이었다. 그러나 복된 신들은 이제부터 예전처럼 인간들과 떨어져 살며 거처를 달리해야 했다. 그러나 불멸자들과 인류 사이에서 태어난 이들에게 제우스는 진정 슬픔 위에 슬픔과 노고를 내렸다.

#### 파리스의 심판

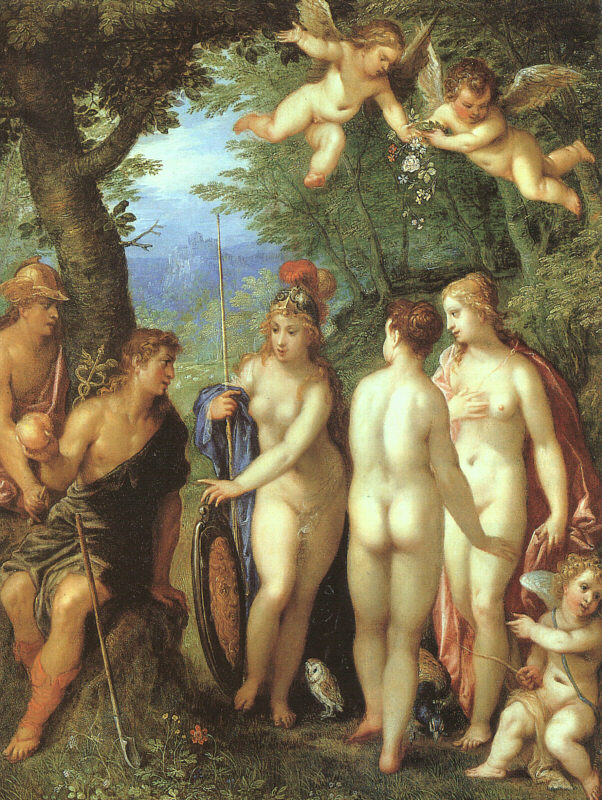
《파리스의 심판》(1599) - 헨드릭 판 발렌 1세. 베를린 회화관

제우스는 테미스나, 혹은 헤라클레스가 카우카소스에서 풀어준 후의 프로메테우스를 통해, 자신이 아버지 크로노스처럼 아들 중 한 명에 의해 쫓겨날 것이라는 사실을 알게 되었다. 또 다른 예언에 따르면, 제우스가 그리스 해안의 바다에서 바라보고 사랑에 빠진 바다의 님프 테티스의 아들이 자신의 아버지보다 더 위대해질 것이라고 했다. 이러한 이유들 중 하나 또는 둘 모두로 인해, 제우스의 명령에 의해서거나 자신을 키워준 헤라를 기쁘게 하고 싶어서, 테티스는 나이 든 인간 왕이자 아이아코스의 아들인 펠레우스와 약혼하게 되었다.
모든 신들이 펠레우스와 테티스의 결혼식에 초대되어 많은 선물을 가져왔으나, 불화의 여신 에리스는 제우스의 명령으로 헤르메스에 의해 문 앞에서 저지당했다. 모욕감을 느낀 그는 문 앞에서 자신만의 선물을 던졌다. "가장 아름다운 이에게"(고대 그리스어: καλλίστῃ 칼리스테[*])라고 새겨진 황금 사과(고대 그리스어: το μήλον της έριδος)였다. 이 사과는 헤라, 아테나, 아프로디테가 차지하려 했다. 그들은 격렬하게 다투었고 다른 신들은 나머지 두 여신의 적의를 사게 될 것을 두려워하여 어느 한 쪽을 지지하는 의견을 내놓으려 하지 않았다. 결국 제우스는 헤르메스에게 세 여신을 트로이의 왕자 파리스에게 데려가도록 명령했다. 파리스는 자신의 혈통을 모른 채 이다산에서 양치기로 자라고 있었는데, 이는 그가 트로이의 몰락을 초래할 것이라는 예언 때문이었다. 이다의 샘에서 목욕을 한 후, 여신들은 승리를 위해서거나 파리스의 요청에 따라 그의 앞에 나체로 나타났다. 파리스가 그들 사이에서 결정을 내리지 못하자 여신들은 뇌물에 의지했다. 아테나는 파리스에게 지혜와 전투의 기술, 그리고 가장 위대한 전사들의 능력을 제안했고, 헤라는 정치적 권력과 아시아 전역에 대한 통제권을 제안했으며, 아프로디테는 세상에서 가장 아름다운 여인인 스파르타의 헬레네의 사랑을 제안했다. 파리스는 아프로디테에게 사과를 수여했고, 여러 모험을 겪은 후 트로이로 돌아와 왕가의 일원으로 인정받았다.

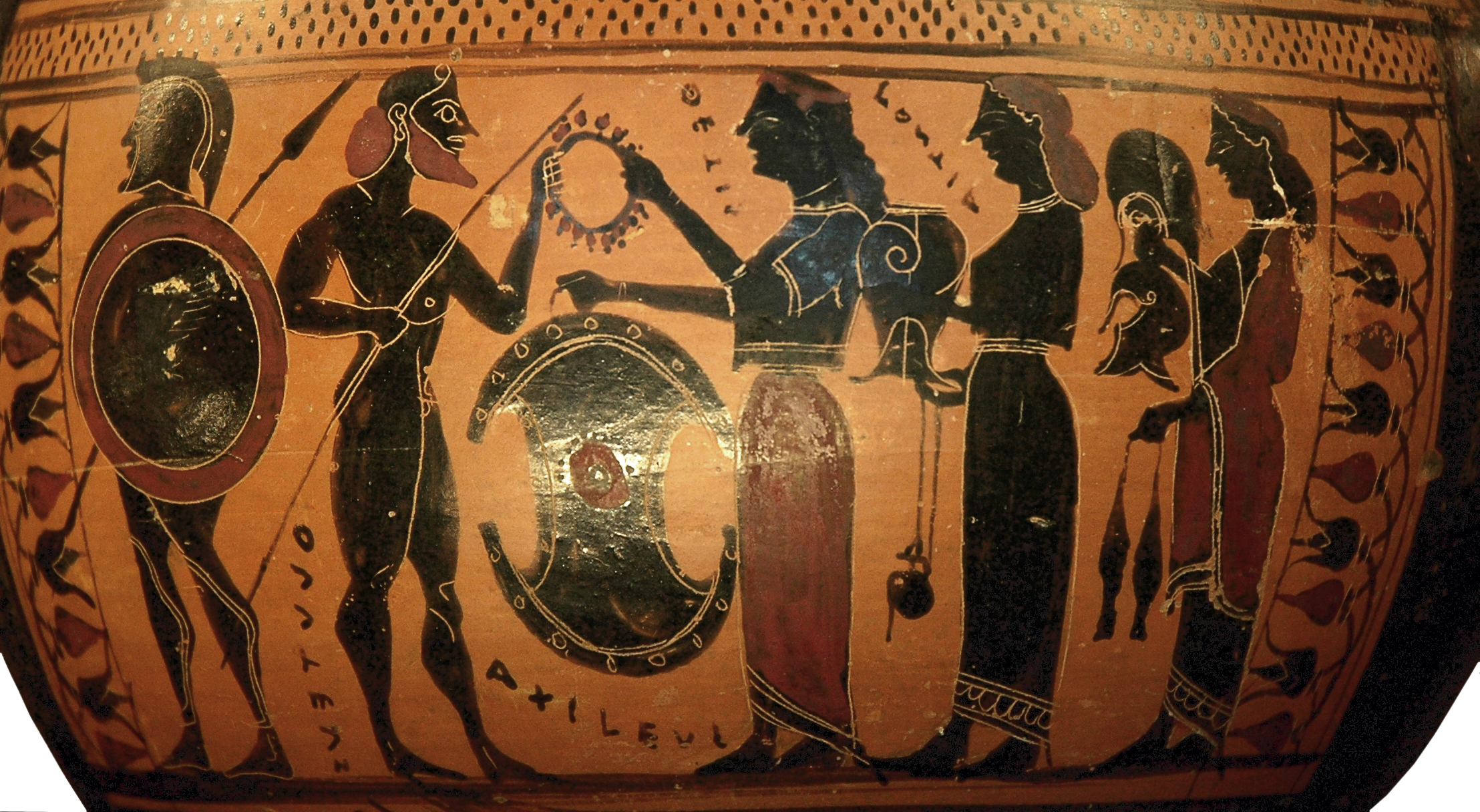
테티스가 아들 아킬레우스에게 헤파이스토스가 만든 무기를 건네주는 장면 (기원전 575-550년경의 아티카 흑화식 물병 세부)

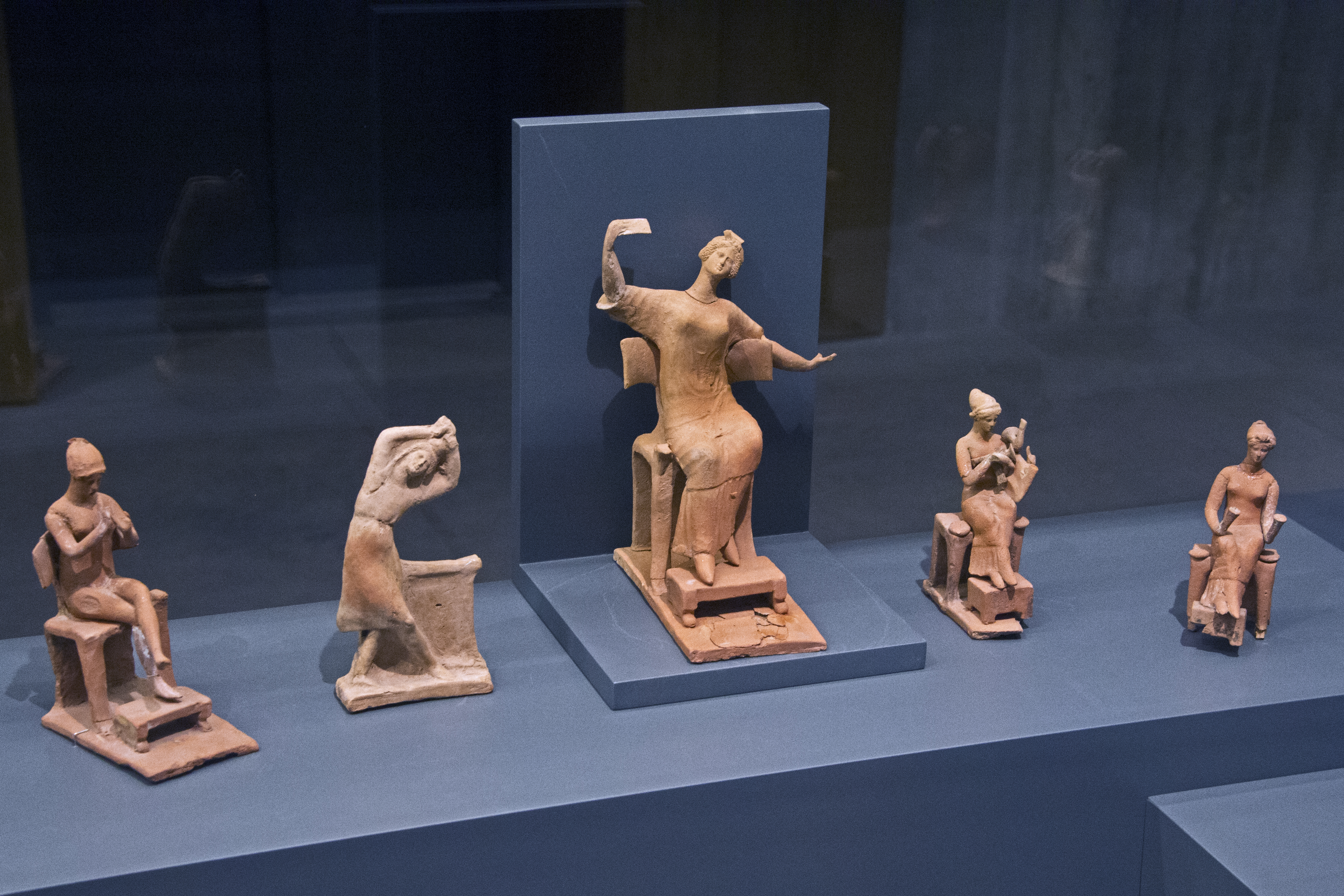
트로이 박물관의 점토 음악가 조각상들

펠레우스와 테티스 사이에서 아킬레우스라는 아들이 태어났다. 그는 평범한 삶을 살다가 노년에 죽거나, 전장에서 젊어서 죽고 시를 통해 불멸성을 얻을 것이라고 예언되었다. 더욱이 아킬레우스가 아홉 살이었을 때, 칼카스는 그의 도움 없이는 트로이가 다시 함락될 수 없을 것이라고 예언했다. 여러 기록에 따르면 테티스는 아킬레우스가 아기였을 때 그를 불멸로 만들고자 했다고 한다. 일부 기록에 의하면 그는 매일 밤 불 위에서 아들을 들고 있어 필멸의 부분을 태워버리고 낮에는 암브로시아를 발랐지만, 펠레우스가 그의 행동을 발견하고 멈추게 했다고 한다.
이 이야기의 일부 버전에 따르면, 테티스는 이미 여러 아들을 이런 식으로 죽였으며, 펠레우스의 행동으로 인해 그의 아들의 생명을 구할 수 있었다고 한다. 다른 기록들은 테티스가 아킬레우스를 저승으로 흐르는 강인 스틱스에 담가 물이 닿은 곳은 어디든 불사신이 되게 했다고 전한다. 발꿈치를 잡고 있었기 때문에 목욕하는 동안 완전히 잠기지 않았고, 따라서 발꿈치는 필멸의 상태로 남아 부상에 취약했다(따라서 "아킬레스건"이라는 표현이 고립된 약점을 의미하게 되었다). 그는 모든 필멸의 전사들 중 가장 위대한 자로 성장했다. 칼카스의 예언 이후, 테티스는 아킬레우스를 스키로스의 리코메데스 왕의 궁정에 숨겼고, 그곳에서 그는 소녀로 위장했다. 전쟁의 중요한 시점에서, 테티스는 헤파이스토스가 신의 힘으로 만든 무기를 제공함으로써 아들을 돕는다(아래 참조).

#### 파리스와 헬레네의 도주

《헬레네의 납치》(1530-1539) - 아프로디테가 지휘하는 장면이 담긴 프란체스코 프리마티초 작품

세상에서 가장 아름다운 여인은 스파르타의 왕 틴다레오스의 딸 중 한 명인 헬레네였다. 그의 어머니는 레다로, 백조로 변한 제우스에 의해 강간을 당했거나 유혹당했다. 레다의 네 자녀, 즉 두 쌍의 쌍둥이 중 누가 제우스의 자식이고 누가 틴다레오스의 자식인지에 대해서는 기록마다 차이가 있다. 하지만 헬레네는 대개 제우스의 딸로 여겨지며, 때때로 네메시스가 그의 어머니로 언급된다. 헬레네에게는 수많은 구혼자들이 있었고, 그의 아버지는 다른 구혼자들이 폭력적으로 보복할 것을 두려워하여 한 명을 선택하기를 꺼렸다.
마침내 구혼자 중 한 명인 이타카의 오디세우스가 이 난관을 해결할 계획을 제안했다. 그는 자신이 페넬로페에게 구혼하는 것을 틴다레오스가 지지하는 대가로, 틴다레오스가 헬레네의 모든 구혼자들에게 그가 누구를 선택하든 상관없이 헬레네의 결혼을 지켜주겠다고 맹세하게 할 것을 제안했다. 구혼자들은 약간의 불평은 있었지만 말 조각 위에서 요구된 맹세를 마땅히 행했다.
틴다레오스는 메넬라오스를 선택했다. 메넬라오스가 부와 권력을 가지고 있었기에 정치적 선택을 한 것이었다. 그는 겸손하게도 직접 청혼하지 않고 대신 그의 형제 아가멤논을 대신 보냈다. 그는 헬레네를 얻게 되면 아프로디테에게 100마리의 소를 제물로 바치겠다고 약속했으나, 이를 잊어버려 그의 분노를 샀다. 메넬라오스는 헬레네의 형제들인 카스토르와 폴리데우케스가 신이 되었을 때, 그리고 아가멤논이 헬레네의 자매 클리타임네스트라와 결혼하고 미케네의 왕위를 되찾았을 때, 헬레네를 왕비로 하여 틴다레오스의 스파르타 왕위를 물려받았다.
파리스는 외교 사절단이라는 명목 하에 스파르타로 가서 헬레네를 데리고 트로이로 돌아갔다. 헬레네가 고개를 들어 그가 궁전에 들어오는 것을 보기도 전에, 에로스(혹은 큐피드로도 알려진)의 화살에 맞아 파리스를 보자마자 사랑에 빠졌는데, 아프로디테가 약속한 대로였다. 메넬라오스는 삼촌 크라테우스의 장례식을 위해 크레타로 떠나 있었다.
한 기록에 따르면, 파리스의 심판에 여전히 질투심을 품고 있던 헤라가 폭풍을 보냈다. 폭풍으로 인해 연인들은 이집트에 상륙했고, 그곳에서 신들은 헬레네를 구름으로 만든 그의 모상인 네펠레로 바꾸어 놓았다. 헬레네가 바뀌었다는 신화는 기원전 6세기 시칠리아의 시인 스테시코로스의 것으로 여겨지는 반면, 호메로스에게 트로이의 헬레네는 동일 인물이었다. 배는 이후 시돈에 상륙했다. 파리스는 붙잡힐 것을 두려워하여 그곳에서 얼마간 시간을 보낸 뒤 트로이로 항해했다.

호메로스 시대 그리스의 지도

파리스의 헬레네 납치에는 여러 선례가 있었다. 이오는 미케네에서, 에우로페는 페니키아에서 납치되었고, 이아손은 콜키스에서 메데이아를 데려갔으며, 트로이의 공주 헤시오네는 헤라클레스에 의해 납치되어 살라미스의 텔라몬에게 주어졌다. 헤로도토스에 따르면, 파리스는 이러한 사례들에 고무되어 스스로 그리스에서 아내를 훔쳐오려 했고, 다른 경우에도 보복이 없었기에 보복을 예상하지 않았다고 한다.

### 아카이아 군대의 집결과 첫 원정
호메로스에 따르면, 메넬라오스와 그의 동맹군 오디세우스는 트로이로 갔으나, 외교적 수단으로 헬레네를 되찾으려는 시도는 실패했다.
그 후 메넬라오스는 아가멤논에게 헬레네의 구혼자들의 맹세를 이행하도록 도와달라고 요청했다. 이 맹세는 어느 구혼자가 선택되든 상관없이 그녀의 결혼을 지켜주겠다는 것이었다. 아가멤논은 동의했고, 모든 아카이아의 왕들과 왕자들에게 사절을 보내 그들의 맹세를 지키고 헬레네를 되찾아올 것을 요청했다.

#### 오디세우스와 아킬레우스

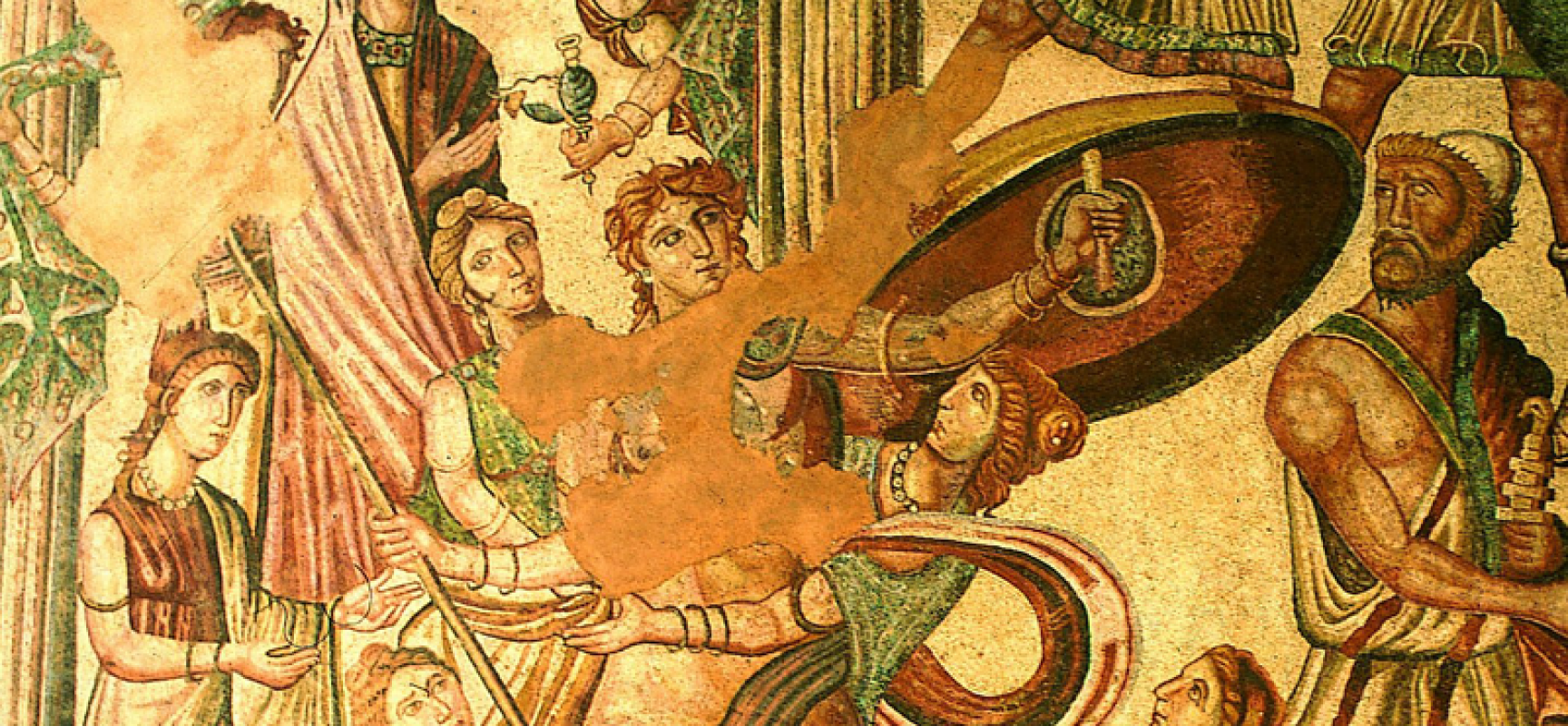
《일리아스》의 한 장면으로, 오디세우스(율리시스)가 스키로스의 왕궁에서 공주들 사이에 여자로 변장하여 숨어 있던 아킬레우스를 발견하는 장면. 스페인 라 올메다의 기원후 4-5세기 후기 로마 모자이크

메넬라오스의 결혼 이후, 오디세우스는 페넬로페와 결혼하여 아들 텔레마코스를 낳았다. 전쟁을 피하기 위해 그는 미친 척하며 밭에 소금을 뿌렸다. 팔라메데스는 당시 아기였던 텔레마코스를 쟁기 앞에 놓아 그를 농락했다. 오디세우스는 자신의 아들을 죽일 수 없어 비켜섰고, 이로 인해 그의 정상임이 드러나 전쟁에 참여할 수밖에 없게 되었다.
하지만 호메로스에 따르면, 오디세우스는 처음부터 군사 원정을 지지했으며, 필로스의 왕 네스토르와 함께 지역을 돌아다니며 군사를 모집했다고 한다.
스키로스에서 아킬레우스는 왕의 딸 데이다메이아와 관계를 맺어 네오프톨레모스라는 아이를 낳았다. 오디세우스, 텔라몬의 아이아스, 그리고 아킬레우스의 스승 포이닉스가 아킬레우스를 데리러 갔다. 아킬레우스의 어머니는 그가 전쟁에 가지 않도록 여자로 변장시켰지만, 한 이야기에 따르면, 그들이 뿔나팔을 불자 아킬레우스는 도망가는 대신 침입자들과 싸우기 위해 창을 잡아 자신의 정체를 드러냈다고 한다. 다른 이야기에 따르면, 그들은 장신구와 무기를 가진 상인으로 변장했고, 아킬레우스는 다른 여인들과 달리 옷과 보석 대신 무기에 관심을 보여 정체가 탄로났다고 한다.
파우사니아스는 호메로스에 따르면 아킬레우스가 스키로스에 숨지 않았고, 오히려 트로이 전쟁의 일환으로 그 섬을 정복했다고 전한다.

#### 아울리스의 첫 집결

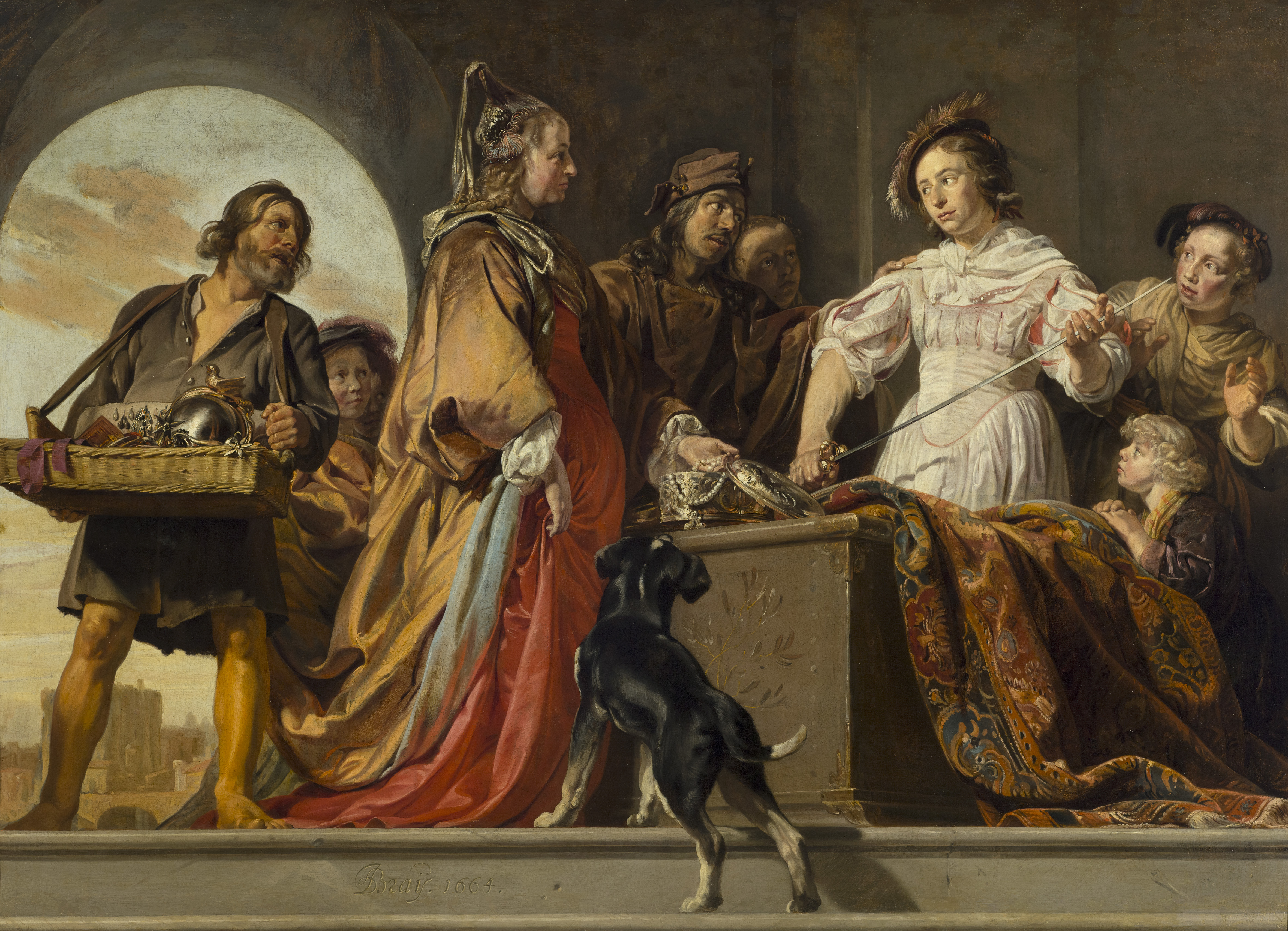
《리코메데스의 딸들 사이에서 아킬레우스의 발견》(1664) - 얀 드 브레이 작

아카이아 군대는 처음에 아울리스에 집결했다. 키프로스의 키니라스 왕을 제외한 모든 구혼자들이 군대를 보냈다. 그는 아가멤논에게 흉갑을 보내고 50척의 배를 보내겠다고 약속했으나, 실제로는 미그달리온의 아들이 이끄는 진짜 배 한 척과 점토로 만든 배 49척만을 보냈다. 이도메네우스는 트로이를 상대로 한 미케네의 전쟁에서 크레타 군대를 이끌고자 했으나, 공동 사령관의 자격으로만 가능했고 이는 허락되었다. 마지막으로 도착한 사령관은 당시 15세였던 아킬레우스였다.
아폴론에 대한 제물 바침이 있은 후, 한 뱀이 제단에서 근처 플라타너스 나무의 참새 둥지로 기어올라갔다. 그 뱀은 어미와 아홉 마리의 새끼를 먹은 뒤 돌로 변했다. 칼카스는 이를 전쟁 10년째에 트로이가 함락될 것이라는 징조로 해석했다.

#### 텔레포스
아카이아인들이 전쟁을 위해 출발했을 때, 그들은 길을 알지 못했고 우연히 헤라클레스의 아들이자 그곳에 정착하기 위해 아르카디아인들을 이끌고 온 텔레포스 왕이 다스리는 미시아에 상륙했다. 전투에서 아킬레우스는 테르산드로스를 죽인 텔레포스에게 상처를 입혔다. 상처가 아물지 않자 텔레포스는 신탁에게 "상처는 어떻게 될 것인가?"라고 물었다. 신탁은 "상처를 입힌 자가 치료하리라"라고 답했다. 이후 아카이아 함대는 다시 출항했으나 폭풍으로 흩어졌다. 아킬레우스는 스키로스에 상륙하여 데이다메이아와 결혼했다. 새로운 집결이 다시 아울리스에서 이루어졌다.
텔레포스는 아울리스로 가서, 아가멤논에게 자신의 상처를 치료해달라고 구걸하는 척하거나, 혹은 오레스테스를 납치하여 인질로 삼고 상처 치료를 요구했다. 아킬레우스는 의술을 모른다며 거절했다. 오디세우스는 상처를 입힌 창이 그것을 치료할 수 있을 것이라고 추론했다. 창의 조각들을 긁어내어 상처에 바르자 텔레포스는 치유되었다. 그 후 텔레포스는 아카이아인들에게 트로이로 가는 길을 알려주었다.
일부 학자들은 텔레포스에 대한 원정과 그 해결을 트로이 전쟁의 주요 이야기에서 파생된 재해석으로 보았다. 하지만 이는 주요 서사의 사건들과 주제들을 예견하는 "예비적 모험"이라는 이야기 패턴에 부합하는 것으로도 여겨져 왔으며, 따라서 "초기부터 필수적인" 것으로 보기도 한다.

### 두 번째 집결

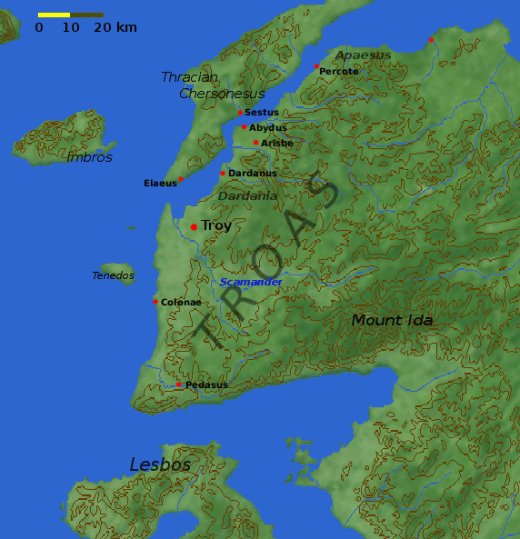
현대 터키의 트로아스 지역 지도

폭풍이 그들을 흩어놓은 지 8년 후, 천 척이 넘는 배들로 이루어진 함대가 다시 집결했다. 그들이 모두 아울리스에 도착했을 때 바람이 멎었다. 예언자 칼카스는 여신 아르테미스가 아가멤논이 신성한 사슴을 죽이거나 신성한 숲에서 사슴을 죽이고 자신이 여신보다 더 나은 사냥꾼이라고 자랑했다는 이유로 그를 벌하고 있다고 말했다. 그는 아르테미스를 달래는 유일한 방법은 이피게네이아를 제물로 바치는 것이라고 했다. 이피게네이아는 아가멤논과 클리타임네스트라의 딸이거나, 혹은 헬레네가 메넬라오스와 결혼했을 때 클리타임네스트라에게 맡겨진 헬레네와 테세우스의 딸이었다.
아가멤논은 거부했고, 다른 지휘관들은 팔라메데스를 원정대의 지휘관으로 만들겠다고 위협했다. 일부 기록에 따르면 아가멤논이 마음을 돌려 제물을 바쳤다고 하지만, 다른 기록들은 그가 대신 사슴을 제물로 바쳤거나, 마지막 순간에 아르테미스가 소녀를 불쌍히 여겨 자신의 신전의 시녀로 데려가고 대신 양을 놓아두었다고 전한다. 헤시오도스는 이피게네이아가 여신 헤카테가 되었다고 말한다.
아카이아 군대는 《일리아스》 제2권의 '선박 목록'에 자세히 기술되어 있다. 그들은 그리스 본토, 펠로폰네소스, 도데카네소스, 크레타, 그리고 이타카에서 온 28개 부대로 구성되어 있었으며, 50명의 노잡이가 있는 펜테콘테르 1,186척을 보유했다. 투키디데스는 전통에 따르면 약 1,200척의 배가 있었고, 보이오티아의 배들은 120명의 병사를, 필록테테스의 배들은 50명의 노잡이만을 태웠다고 하는데, 이는 아마도 최대치와 최소치였을 것이라고 한다. 이러한 숫자는 총 7만에서 13만 명의 병력을 의미한다. 《비블리오테카》에도 약간 다르지만 숫자는 일치하는 또 다른 선박 목록이 있다. 일부 학자들은 호메로스의 목록이 청동기 시대의 원본 문서, 아마도 아카이아 지휘관의 작전 순서일 것이라고 주장했다. 다른 학자들은 이것이 호메로스의 창작이라고 믿는다.
《일리아스》 제2권은 또한 트로이의 동맹군들을 나열하고 있는데, 헥토르가 이끄는 트로이인들과 아이네이아스가 이끄는 다르다노스인, 젤레이아인, 아드라스테이아인, 페르코테인, 펠라스고이, 트라케인, 키코네스의 창병, 파이오니아의 궁수, 할리조네스인, 미시아인, 프리기아인, 마이오니아인, 밀레토스인, 사르페돈이 이끄는 리키아인, 그리고 카레스인으로 구성되어 있다. 트로이 언어에 대해서는 언급되어 있지 않다. 카리아인들은 특별히 미개한 말을 사용한다고 명시되어 있으며, 동맹군 부대들은 많은 언어를 사용했기 때문에 각 지휘관들이 명령을 번역해야 했다고 한다. 《일리아스》에서 트로이인들과 아카이아인들은 같은 종교, 같은 문화를 공유하고 있으며 적대적인 영웅들도 같은 언어로 대화를 나누는데, 이는 극적 효과일 수 있다.

### 9년간의 전쟁

#### 필록테테스

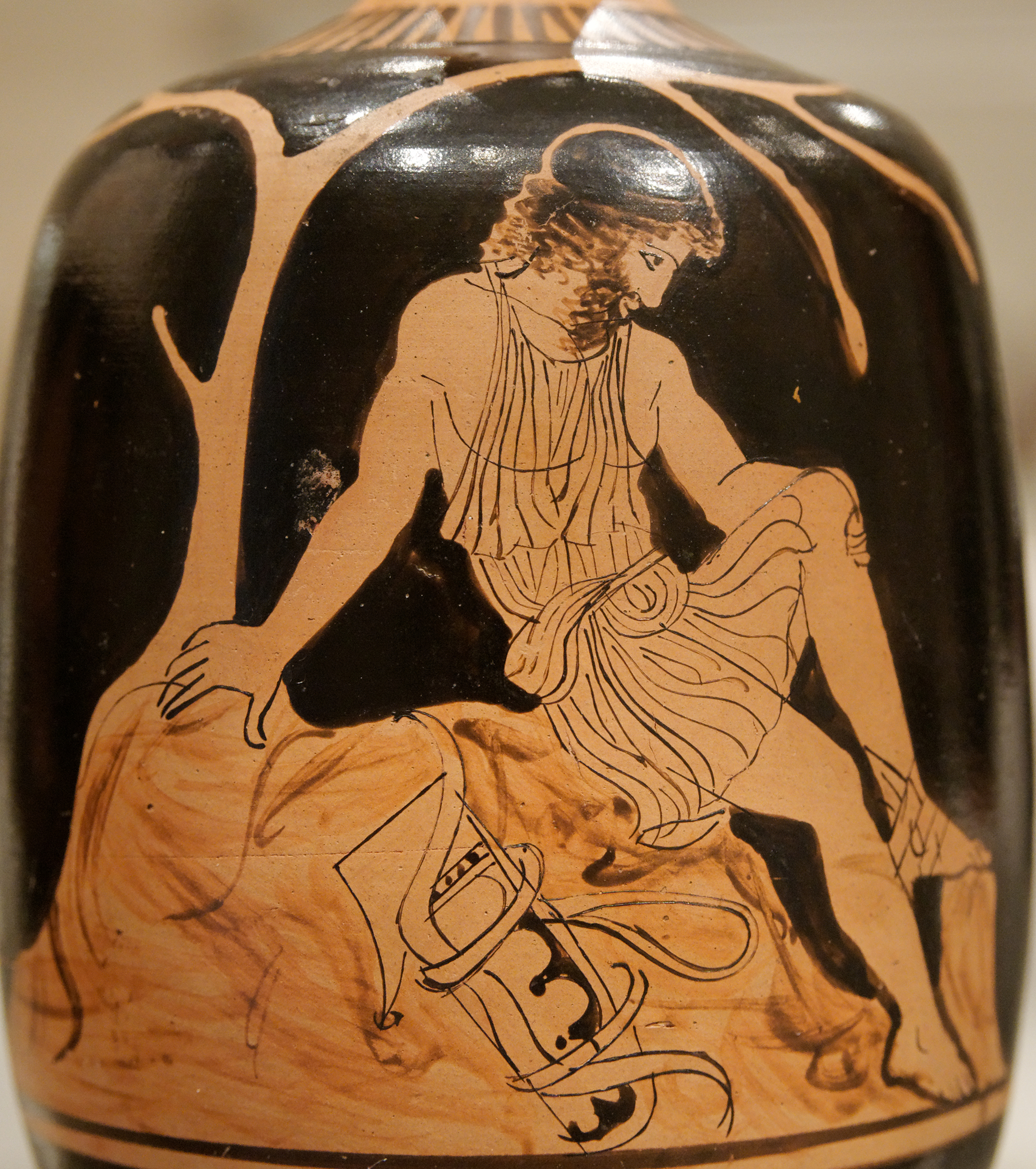
렘노스섬의 필록테테스, 헤라클레스의 활과 화살통을 들고 있다(기원전 420년경의 아티카 적화식 레키토스)

필록테테스는 헤라클레스의 친구였으며, 아무도 하지 않으려 할 때 헤라클레스의 장례 화염을 붙여주었기에 헤라클레스의 활과 화살을 받았다. 그는 트로이 전쟁에서 아카이아인들을 위해 싸우려고 일곱 척의 배에 병사들을 가득 태우고 항해했다. 그들은 보급을 위해 크리세섬이나, 혹은 나머지 함대와 함께 테네도스에 들렀다. 그때 필록테테스는 뱀에 물렸다. 상처는 곪았고 악취가 났으며, 오디세우스의 조언으로 아트레우스의 자손들은 필록테테스를 렘노스에 머물게 했다.
메돈이 필록테테스의 부하들을 지휘하게 되었다. 테네도스에 상륙하는 동안, 아킬레우스는 어머니가 그렇게 하면 아폴론에 의해 자신이 죽임을 당할 것이라고 경고했음에도 불구하고 아폴론의 아들인 테네스 왕을 죽였다. 테네도스에서 아가멤논은 메넬라오스와 오디세우스로 구성된 사절단을 트로이의 왕 프리아모스에게 보내 헬레네의 송환을 요구했다. 그러나 사절단은 거절당했다.
필록테테스는 10년 동안 렘노스에 머물렀는데, 소포클레스의 비극 《필록테테스》에 따르면 이곳은 버려진 섬이었지만, 더 이른 전통에 따르면 미니아이들이 살고 있었다고 한다.

#### 도착
칼카스는 배에서 내린 뒤 처음으로 땅을 밟는 아카이아인이 첫 번째로 죽게 될 것이라고 예언했다. 그래서 그리스의 지도자들조차 상륙을 망설였다. 마침내 필라케인들의 지도자 프로테실라오스가 첫 번째로 상륙했다. 오디세우스는 자신의 방패를 땅에 던져놓음으로써 그를 속였는데, 그래서 프로테실라오스가 배에서 첫 번째로 뛰어내리기는 했지만 트로이 땅을 처음 밟은 것은 아니었다. 헥토르는 일대일 전투에서 프로테실라오스를 죽였지만, 트로이인들은 해변을 내주었다. 두 번째 공격에서 아킬레우스는 포세이돈의 아들 키크노스를 죽였다. 그러자 트로이인들은 도시의 성벽 안전지대로 도망쳤다.
성벽은 그리스인들에 대항한 방어를 위한 견고한 요새 역할을 했다. 성벽의 구조는 매우 인상적이어서 전설에 따르면 포세이돈과 아폴론이 트로이의 왕 라오메돈을 위해 1년간 강제 봉사를 하는 동안 건설했다고 한다. 프로테실라오스는 많은 트로이인들을 죽였으나 대부분의 이야기에서는 헥토르에 의해 죽임을 당했다고 하며, 다른 기록들은 아이네이아스, 아카테스, 혹은 에포르부스가 그를 죽였다고 전한다. 아카이아인들은 그를 신으로 모시어 트로아스 맞은편의 트라키아 반도에 묻었다. 프로테실라오스의 죽음 이후, 그의 형제 포다르케스가 그의 군대를 지휘하게 되었다.

#### 아킬레우스의 원정

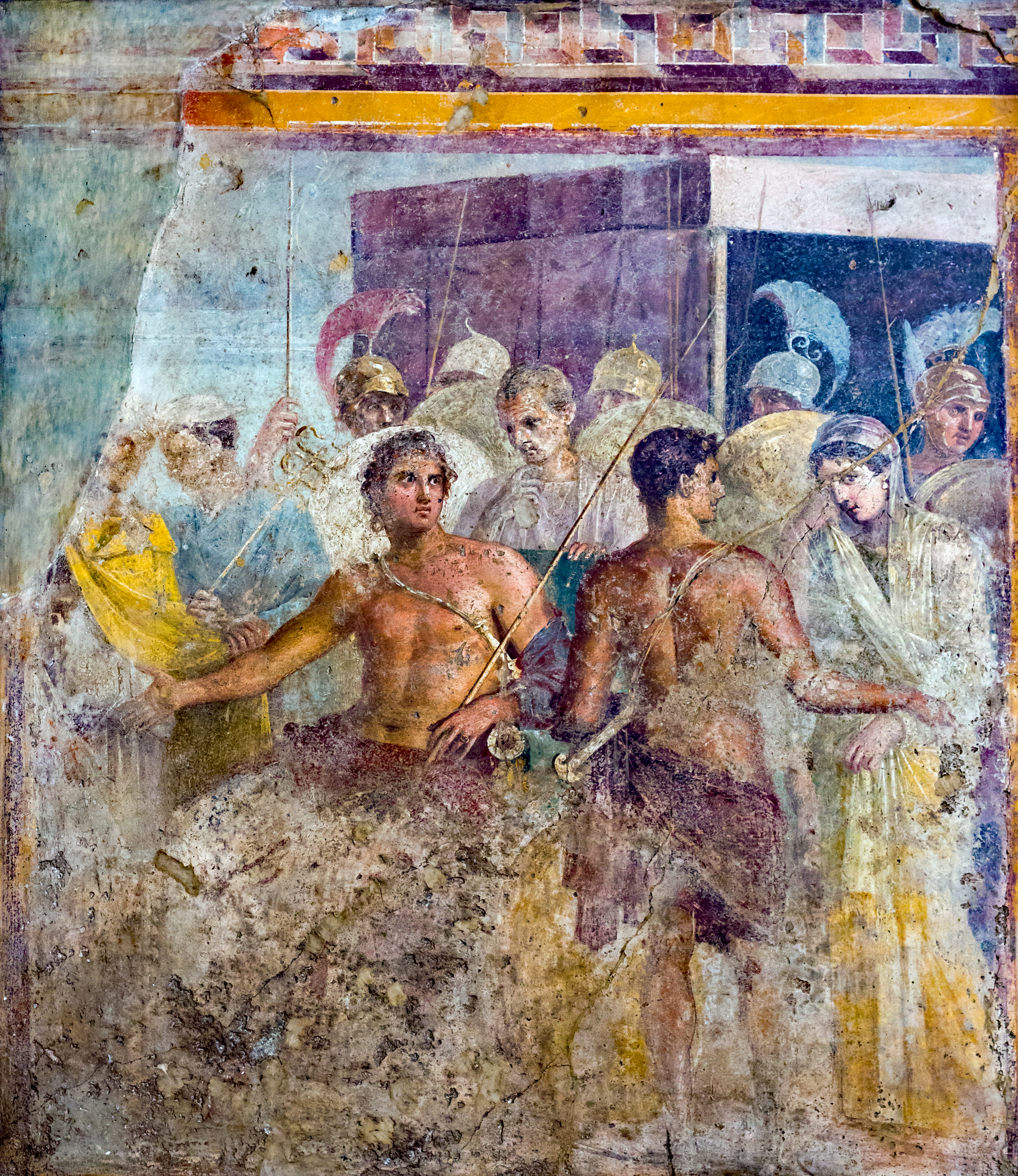
폼페이의 비극시인의 집에서 발견된 아킬레우스가 브리세이스를 아가멤논에게 넘기는 장면, 기원후 1세기 프레스코화, 현재 나폴리 국립고고학박물관 소장

아카이아인들은 9년 동안 트로이를 포위했다. 전쟁의 이 부분은 현존하는 기록들 중에서 가장 덜 발달되어 있는데, 기록들이 전쟁 마지막 해의 사건들을 이야기하는 것을 선호했기 때문이다. 최초 상륙 이후 군대가 완전히 재집결한 것은 10년째가 되어서였다. 투키디데스는 이것이 자금 부족 때문이었다고 추론한다. 그들은 트로이의 동맹군들을 습격하고 트라키아 반도에서 농사를 지으며 시간을 보냈다. 트로이는 완전히 포위된 적이 없었기에 소아시아 내륙과의 통신을 유지했다. 보강 병력은 마지막 순간까지 계속 도착했다. 아카이아인들은 다르다넬스 해협의 입구만을 통제했고, 트로이와 그 동맹군들은 아비도스와 세스토스의 가장 좁은 지점을 통제하며 유럽의 동맹군들과 소통했다.

아킬레우스와 아이아스는 아카이아인들 중 가장 활동적이었으며, 각각 별도의 군대를 이끌고 트로이 동맹군들의 영토를 습격했다. 호메로스에 따르면 아킬레우스는 11개의 도시와 12개의 섬을 정복했다. 아폴로도로스에 따르면, 그는 트로아스 지역에서 아이네이아스의 영토를 습격하여 그의 가축을 빼앗았다. 그는 또한 리르나소스, 페다소스, 그리고 많은 이웃 도시들을 점령했으며 트로일로스를 죽였다. 트로일로스가 20세에 이르면 트로이가 함락되지 않을 것이라는 말이 있었다. 아폴로도로스는 다음과 같이 전한다.
그는 또한 레스보스와 포카이아, 그리고 콜로폰, 스미르나, 클라조메나이, 퀴메를 점령했다. 그 후 아이기알로스와 테노스, 이른바 백성 도시들을 점령했다. 그런 다음 차례로 아드라미티움과 시데, 그리고 엔디움, 리나이움, 콜로네를 점령했다. 그는 또한 히포플라키아의 테베와 리르네소스, 그리고 안탄드로스와 많은 다른 도시들을 점령했다.

카크리데스는 이 목록이 남쪽으로 너무 멀리 확장되어 있어 잘못되었다고 지적한다. 다른 기록들은 아킬레우스가 피시디케의 도움으로 페다소스, 모네니아, 그리고 레스보스의 메팀나를 점령했다고 전한다.
이 도시들에서 얻은 전리품 중에는 리르나소스 출신의 브리세이스가 있었는데 아킬레우스에게 수여되었고, 히포플라키아의 테베 출신의 크리세이스는 아가멤논에게 수여되었다. 아킬레우스는 프리아모스의 아들 리카온이 아버지의 과수원에서 나뭇가지를 자르고 있을 때 그를 사로잡았다. 파트로클로스는 그를 렘노스에서 노예로 팔았고, 그곳에서 임브로스의 에에티온이 그를 사서 트로이로 데려왔다. 불과 12일 후 아킬레우스는 파트로클로스의 죽음 이후 그를 살해했다.

#### 아이아스와 페테이아 게임
텔라몬의 아들 아이아스는 프리아모스의 사위인 폴리메스토르가 다스리는 트라키아 반도를 황폐화했다. 폴리메스토르는 자신이 보호하고 있던 프리아모스의 자녀 중 한 명인 폴리도로스를 넘겨주었다. 그런 다음 아이아스는 프리기아의 왕 텔레우타스의 도시를 공격하여 일대일 전투에서 그를 죽이고 그의 딸 테크메사를 데려갔다. 아이아스는 또한 이다산과 시골에서 트로이의 양 떼를 사냥했다.

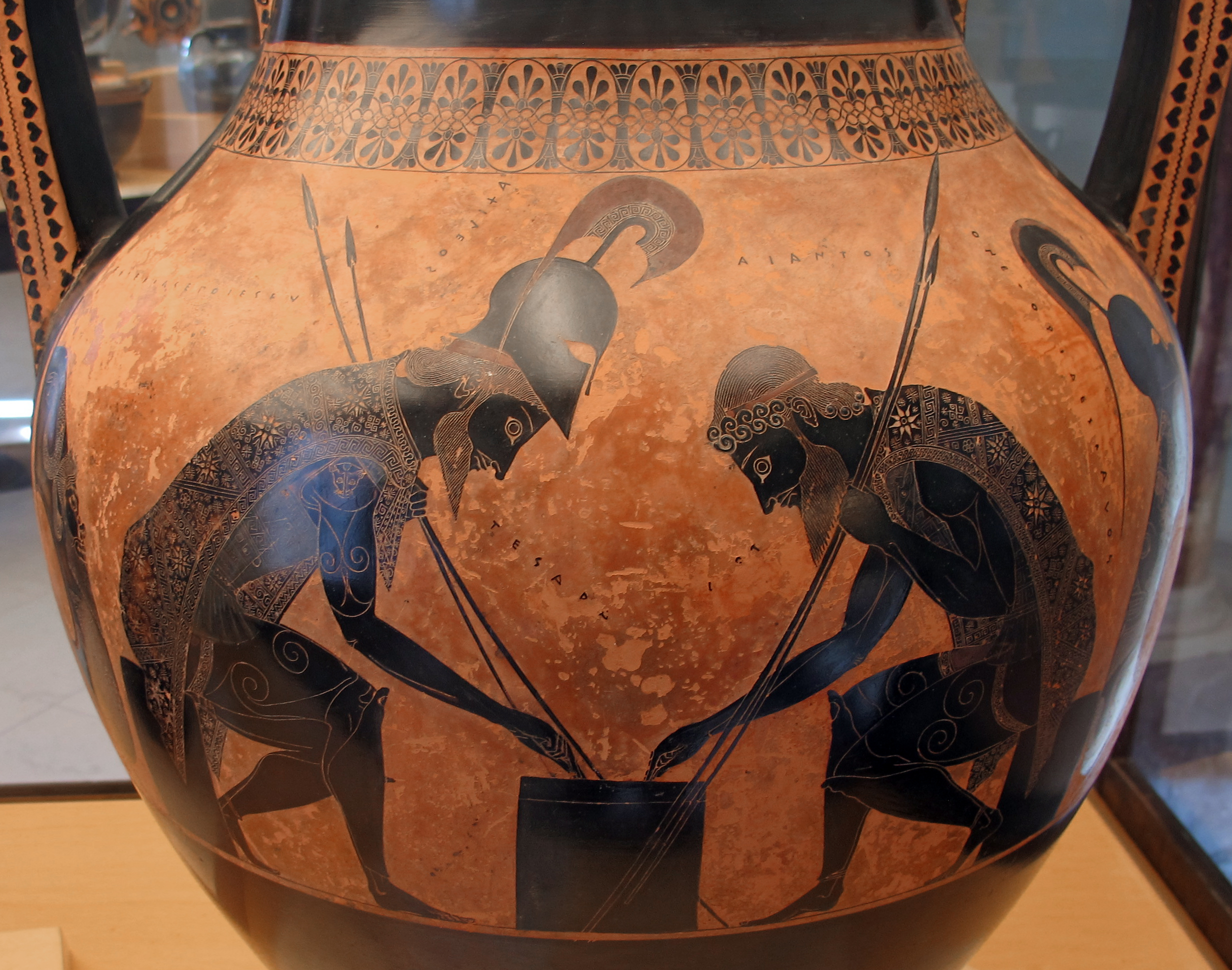
아킬레우스와 아이아스의 게임 장면, 기원전 540-530년경, 바티칸 박물관

수많은 도기화는 문학 전승에서는 언급되지 않은 이야기를 시사한다. 전쟁 중 어느 시점에 아킬레우스와 아이아스는 보드게임(페테이아)을 하고 있었다. 그들은 게임에 몰두하여 주변의 전투를 의식하지 못했다. 트로이인들이 공격하여 영웅들에게 다가왔고, 그들은 아테나의 개입으로 겨우 구출되었다.

#### 팔라메데스의 죽음
오디세우스는 곡물을 구하기 위해 트라키아로 보내졌으나 빈손으로 돌아왔다. 팔라메데스가 그를 비웃자, 오디세우스는 그에게 더 잘해보라고 도전했다. 팔라메데스는 출발하여 배에 가득 곡물을 싣고 돌아왔다.
오디세우스는 자신의 아들의 목숨을 위협한 팔라메데스를 결코 용서하지 않았다. 복수로, 오디세우스는 프리아모스가 팔라메데스에게 보낸 것처럼 위조된 편지를 만들고 팔라메데스의 처소에 금을 숨기는 계략을 꾸몄다. 편지와 금이 "발견"되었고, 아가멤논은 팔라메데스를 반역죄로 돌로 쳐 죽게 했다.
하지만 파우사니아스는 《퀴프리아》를 인용하여 오디세우스와 디오메데스가 낚시를 하고 있던 팔라메데스를 익사시켰다고 말하며, 딕티스는 오디세우스와 디오메데스가 팔라메데스를 금이 있다고 말하며 우물로 유인한 뒤 돌로 쳐 죽였다고 전한다.
팔라메데스의 아버지 나우플리오스는 트로아스로 항해하여 정의를 요구했으나 거절당했다. 복수로, 나우플리오스는 아카이아 왕국들을 돌아다니며 왕들의 아내들에게 그들이 트로이의 후궁들을 데려와 왕비들을 폐위시키려 한다고 말했다. 많은 그리스 왕비들이 설득되어 남편들을 배신했는데, 가장 중요한 것은 아가멤논의 아내 클리타임네스트라가 티에스테스의 아들 아이기스토스의 유혹에 넘어간 것이었다.

#### 반란
상륙한 지 9년이 거의 끝나갈 무렵, 전투와 보급품 부족으로 지친 아카이아 군대는 지도자들에 대해 반란을 일으키고 고향으로 돌아가기를 요구했다. 《퀴프리아》에 따르면, 아킬레우스가 군대를 강제로 머물게 했다. 아폴로도로스에 따르면, 아가멤논은 아폴론의 아들 아니우스의 딸들인 포도주 재배자들을 데려왔는데, 이들은 손으로 만지면 땅에서 포도주, 밀, 기름을 생산하는 능력이 있어 군대의 보급 문제를 해결하기 위함이었다.

### 《일리아스》

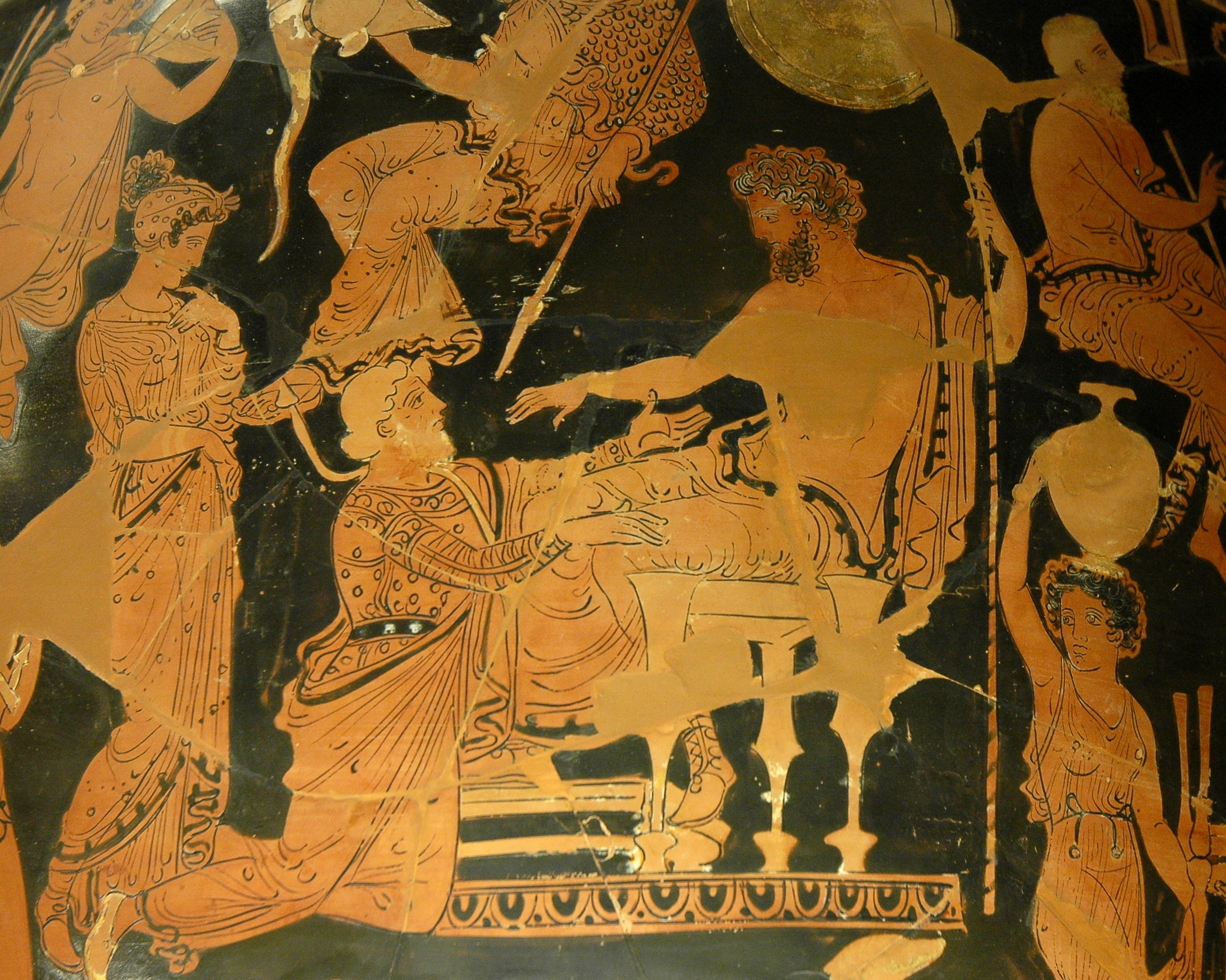
아가멤논에게 딸의 귀환을 간청하는 크리세스(기원전 360-350년)

아폴론의 사제이자 크리세이스의 아버지인 크리세스는 딸의 귀환을 요청하기 위해 아가멤논을 찾아왔다. 아가멤논은 거절했고 크리세스를 모욕했으며, 크리세스는 아폴론에게 부당한 대우에 대한 복수를 기도했다. 분노한 아폴론은 아카이아 군대에 전염병을 퍼뜨렸다. 아가멤논은 전염병을 멈추기 위해 크리세이스를 돌려보내야 했고, 아킬레우스의 후처 브리세이스를 자신의 것으로 삼았다. 아가멤논이 자신에게 가한 불명예에 분노한 아킬레우스는 더 이상 싸우지 않기로 결심했다. 그는 어머니 테티스에게 제우스와 중재해줄 것을 요청했고, 제우스는 아카이아인들의 최고 전사인 아킬레우스가 없는 동안 트로이인들에게 승리를 안겨주기로 동의했다.
아킬레우스가 물러난 후 아카이아인들은 처음에는 성공적이었다. 상륙 이후 처음으로 양 군대가 모두 집결했다. 메넬라오스와 파리스는 결투를 벌였는데, 이는 아프로디테가 패배한 파리스를 전장에서 빼앗아 가면서 끝이 났다. 휴전이 깨지자 군대들은 다시 싸우기 시작했다. 디오메데스는 트로이의 영웅 판다로스를 죽이고 아이네이아스를 거의 죽일 뻔하여 아카이아인들 사이에서 큰 명성을 얻었는데, 아이네이아스는 그의 어머니 아프로디테에 의해 겨우 구출되었다. 아테나의 도움으로 디오메데스는 신들인 아프로디테와 아레스마저 부상시켰다. 그러나 다음 날들 동안 트로이인들은 아카이아인들을 그들의 진영으로 몰아붙였고 포세이돈에 의해 아카이아인들의 성벽에서 저지되었다. 하지만 그 다음 날, 제우스의 도움으로 트로이인들은 아카이아인들의 진영을 뚫고 들어와 아카이아인들의 배에 불을 지르기 직전이었다. 아킬레우스에게 복귀를 요청했으나 거절당했지만, 헥토르가 프로테실라오스의 배에 불을 지른 후 그는 동료 파트로클로스가 자신의 갑옷을 입고 군대를 이끌고 전투에 나가는 것을 허락했다. 파트로클로스는 트로이인들을 트로이의 성벽까지 몰아붙였고, 아폴론의 개입으로 인해 도시를 함락시키지는 못했다. 그 후 파트로클로스는 헥토르에게 죽임을 당했고, 헥토르는 파트로클로스의 시신에서 아킬레우스의 갑옷을 빼앗았다.

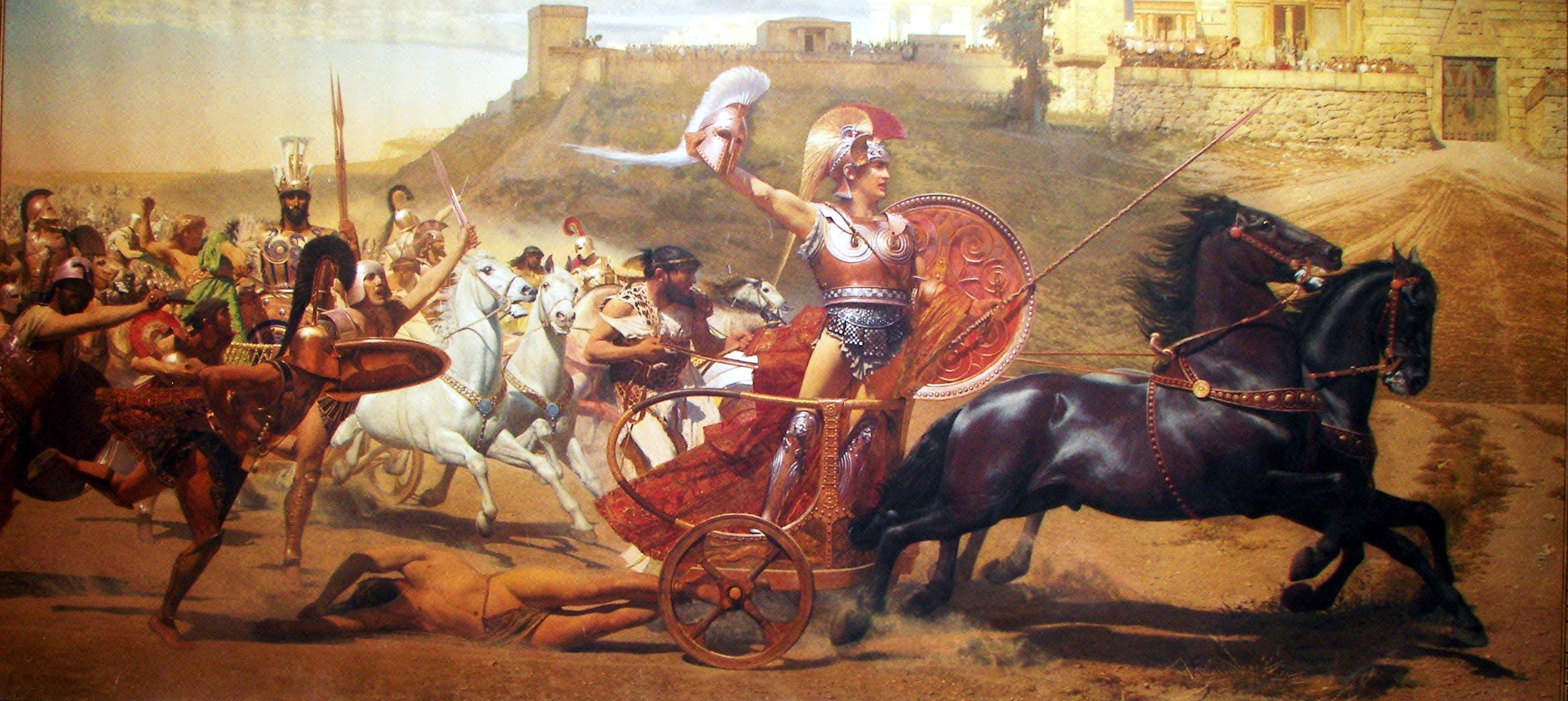
승리에 도취한 아킬레우스가 헥토르의 시신을 트로이 주위로 끌고 다니는 모습, 아킬레이온의 파노라마 프레스코화에서

파트로클로스의 죽음으로 인한 비통함에 미친 아킬레우스는 복수로 헥토르를 죽이겠다고 맹세했다. 아킬레우스와 파트로클로스의 정확한 관계의 성격은 여전히 논쟁의 대상이다. 호메로스는 매우 가까운 사이였던 아킬레우스와 파트로클로스를 명시적으로 연인으로 설정하지는 않았지만, 그리스 문학의 고대와 고전 시기, 특히 아이스킬로스, 아이스키네스, 플라톤의 작품에서는 그들을 연인으로 묘사했다. 그는 아가멤논과 화해했고 아가멤논이 건드리지 않은 브리세이스를 되찾았다. 그는 신 헤파이스토스가 만든 새로운 갑옷을 받고 전장으로 돌아왔다. 그는 많은 트로이인들을 살육했고, 포세이돈에 의해 구출된 아이네이아스를 거의 죽일 뻔했다. 아킬레우스는 강의 신 스카만드로스와 싸웠고, 신들의 전투가 이어졌다. 트로이 군대는 도시로 돌아갔으나, 아테나에게 속은 헥토르만이 성벽 밖에 남았다. 아킬레우스는 헥토르를 죽였고, 그 후 헥토르의 시신을 전차에 매달아 끌고 다니며 트로이인들에게 장례를 위해 시신을 돌려주기를 거부했다. 그러나 시신은 아폴론과 아프로디테가 모든 손상으로부터 보호했기 때문에 손상되지 않은 채로 남아있었다. 이후 아카이아인들은 파트로클로스를 위한 장례 경기를 치렀다. 그 후 프리아모스는 헤르메스의 안내를 받아 아킬레우스의 천막을 찾아가 헥토르의 시신을 돌려달라고 요청했다. 군대들은 전사자들의 장례를 위해 임시 휴전을 했다. 《일리아스》는 헥토르의 장례식으로 끝이 난다.

### 《일리아스》 이후

#### 펜테실레이아와 아킬레우스의 죽음

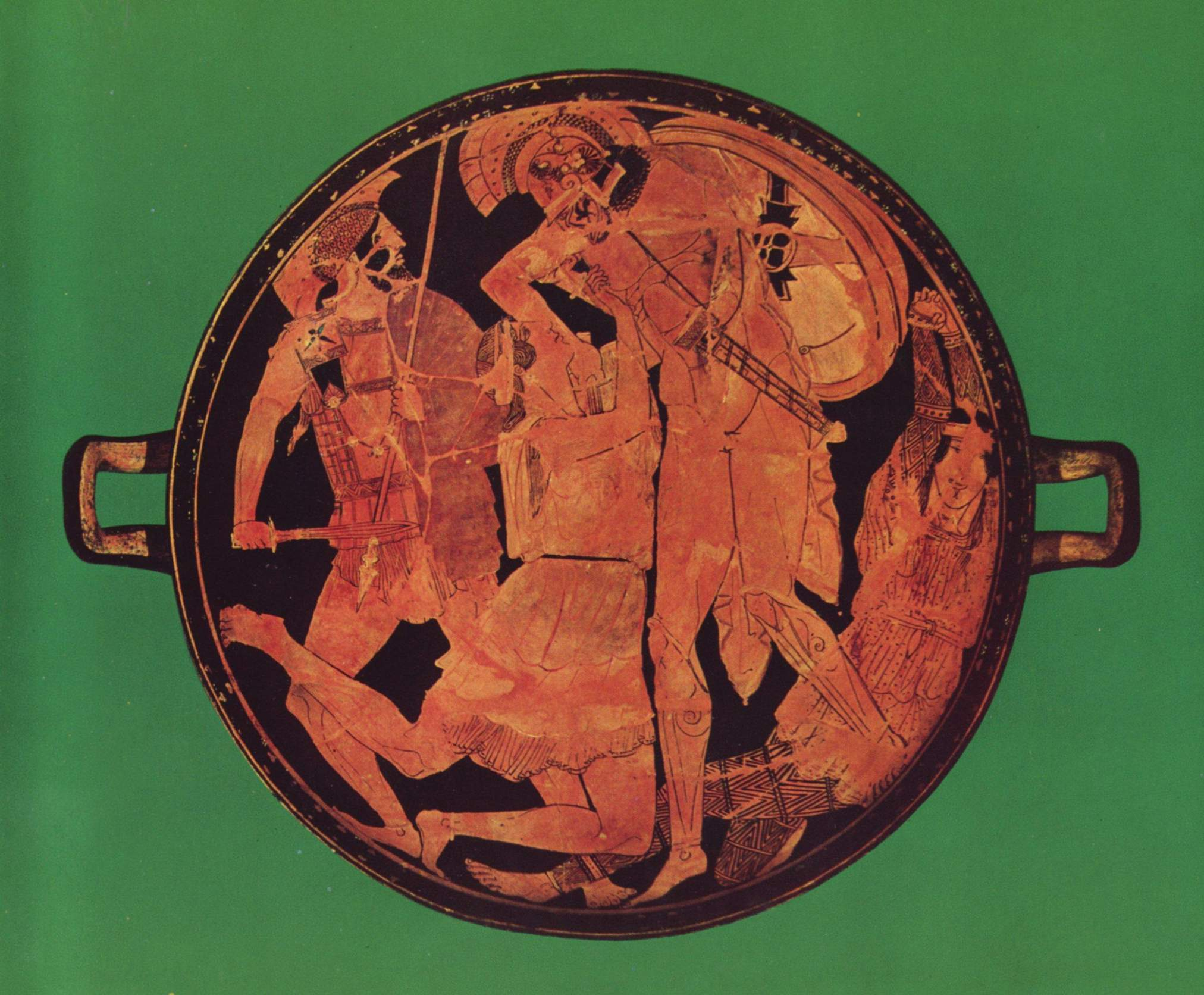
아마조네스의 여왕 펜테실레이아를 죽이는 아킬레우스

헥토르의 장례식 직후, 아마조네스의 여왕 펜테실레이아가 그의 전사들과 함께 도착했다. 오트레라와 아레스의 딸인 펜테실레이아는 실수로 그의 자매 히폴리테를 죽였다. 그는 프리아모스에 의해 이 행위에 대한 정화를 받았고, 그 대가로 그를 위해 싸워 마카온(파우사니아스에 따르면 마카온은 에우리필로스에 의해 죽임을 당했다)을 포함한 많은 이들을 죽였으며, 한 버전에 따르면 아킬레우스 자신도 죽였는데, 그는 테티스의 요청으로 부활했다고 한다. 다른 버전에서는 펜테실레이아가 아킬레우스에 의해 죽임을 당했고, 아킬레우스는 그의 죽음 이후 그를 애도했다. 평범한 병사이자 가장 추한 아카이아인이었던 테르시테스는 아킬레우스의 슬픔을 조롱했고 펜테실레이아의 눈을 파냈다. 아킬레우스는 테르시테스를 죽였고, 논쟁 후 레스보스로 항해하여 아폴론, 아르테미스, 레토에게 제물을 바친 후 오디세우스에 의해 그의 살인에 대한 정화를 받았다.

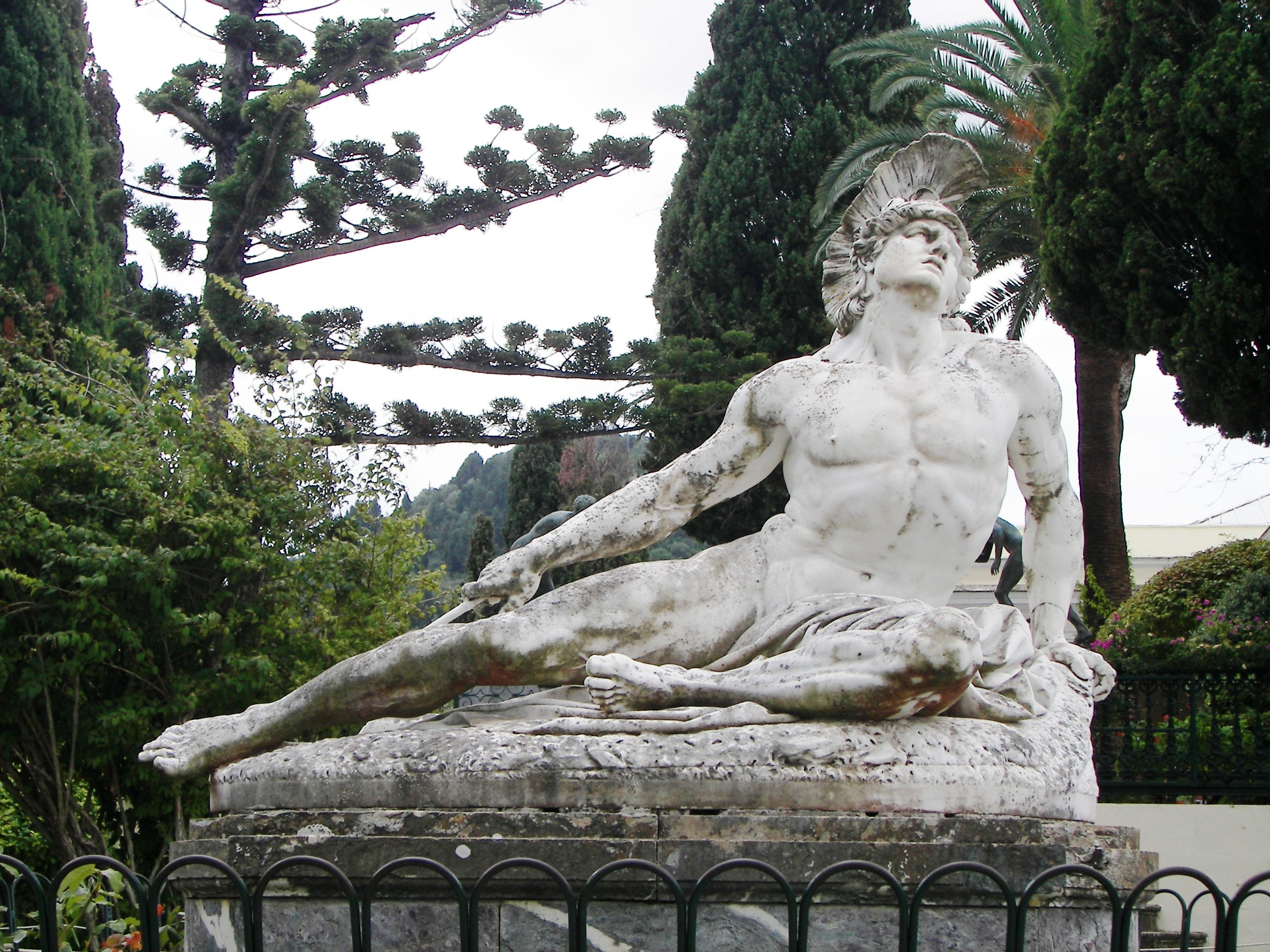
아킬레이온 정원의 《죽어가는 아킬레우스》(아킬레아스 트니스콘)

그들이 없는 동안, 티토노스와 에오스의 아들인 아이티오피아의 멤논이 그의 의붓형제 프리아모스를 돕기 위해 군대를 이끌고 왔다. 그는 아이티오피아에서 직접 오지 않고, 페르시아의 수사에서 오면서 도중의 모든 민족들을 정복했거나, 혹은 카우카소스에서 아이티오피아인들과 인도인들의 군대를 이끌고 왔다. 아킬레우스처럼 그도 헤파이스토스가 만든 갑옷을 입었다. 이어진 전투에서 멤논은 그의 아버지 네스토르를 구하기 위해 멤논의 일격을 받아낸 안틸로코스를 죽였다. 그 후 아킬레우스와 멤논이 싸웠다. 제우스는 두 영웅의 운명을 저울질했고, 멤논의 운명이 담긴 저울이 가라앉았으며, 그는 아킬레우스에 의해 죽임을 당했다. 아킬레우스는 트로이인들을 그들의 도시까지 추격하여 그곳에 들어갔다. 신들은 그가 자신들의 자녀들을 너무 많이 죽였다고 보고 그가 죽을 때가 되었다고 결정했다. 그는 파리스가 쏜 독화살이 아폴론의 인도를 받아 죽임을 당했다. 다른 버전에서는 그가 팀브라이온의 아폴론 신전에서 프리아모스의 딸 폴릭세네와 결혼하는 동안 파리스가 등(혹은 발꿈치)에 칼을 꽂아 죽임을 당했다고 하는데, 이곳은 그가 이전에 트로일로스를 죽인 장소였다. 두 버전 모두 명백히 살인자의 어떠한 용맹도 부인하며, 아킬레우스는 전장에서 패배한 적이 없다고 말한다. 그의 유골은 파트로클로스의 것과 섞였으며, 장례 경기가 열렸다. 아이아스처럼 아킬레우스도 죽은 후 다뉴브강 하구의 레우케섬에서 살았다고 전해진다.

#### 무기 심판

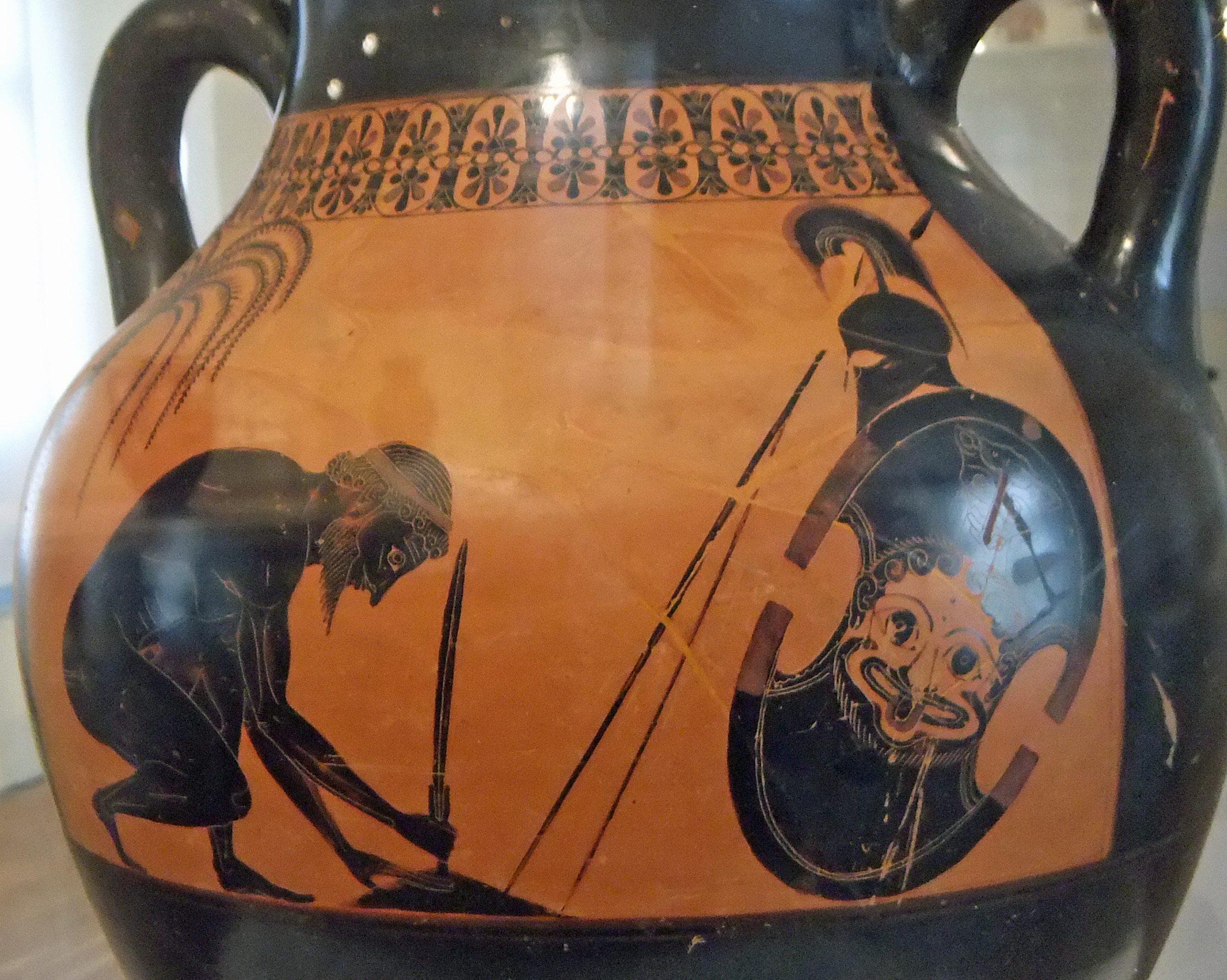
에크세키아스가 그린 아이아스의 자살을 묘사한 그리스 도기가 현재 불로뉴쉬르메르 성박물관에 전시되어 있다

죽은 아킬레우스를 두고 큰 전투가 벌어졌다. 아이아스는 트로이 군을 저지했고, 오디세우스는 시신을 운반했다. 아킬레우스의 무구가 가장 현명한 전사에게 수여되기로 하자, 그의 시신을 구한 두 사람이 경쟁자로 나섰다. 아가멤논은 두 경쟁자 사이에서 결정을 내리는 부담스러운 임무를 피하고자 트로이 포로들의 판단에 맡겼는데, 두 영웅 중 누가 트로이인들에게 더 큰 해를 끼쳤는지를 물었다. 다른 설에 따르면 트로이인들과 팔라스 아테나가 심판이었는데, 네스토르의 조언에 따라 정탐꾼들을 성벽으로 보내 그들의 대화를 엿듣게 했다. 한 소녀가 아이아스가 더 용감하다고 말했다.
아이아스는 펠레우스의 아들인 영웅을 들어 전투에서 나왔으나, 위대한 오디세우스는 이를 하려 하지 않았다." 이에 아테나의 계략으로 다른 이가 대답했다. "아니, 무슨 말을 하는 거요? 이치에 맞지 않고 사실이 아니오! 여자라도 짐을 어깨에 올려주면 나를 수 있소. 하지만 싸울 수는 없소. 싸움이 벌어지면 두려움에 실패할 테니까.— 아리스토파네스의 《기사》 1056행에 대한 주석가와 아리스토파네스 동일 구절

핀다로스에 따르면, 결정은 아카이아인들의 비밀 투표로 이루어졌다. 모든 이야기 버전에서 무구는 오디세우스에게 수여되었다. 슬픔으로 미쳐버린 아이아스는 동료들을 죽이려 했으나, 아테나는 그가 아카이아 전사들을 소와 목동으로 착각하게 만들었다. 광기 속에서 그는 두 마리의 양을 채찍질했는데, 이들을 아가멤논과 메넬라오스라고 믿었다. 아침이 되자 정신이 돌아온 그는 헥토르가 준 칼로 자살했는데, 칼이 그의 유일한 약점인 겨드랑이를 관통했다. 더 오래된 전승에 따르면, 그는 트로이인들에 의해 죽임을 당했는데, 그들은 그가 무적이라는 것을 알고 진흙으로 공격하여 그를 덮어버렸고 더 이상 움직일 수 없게 되어 굶어 죽었다고 한다.

#### 예언들

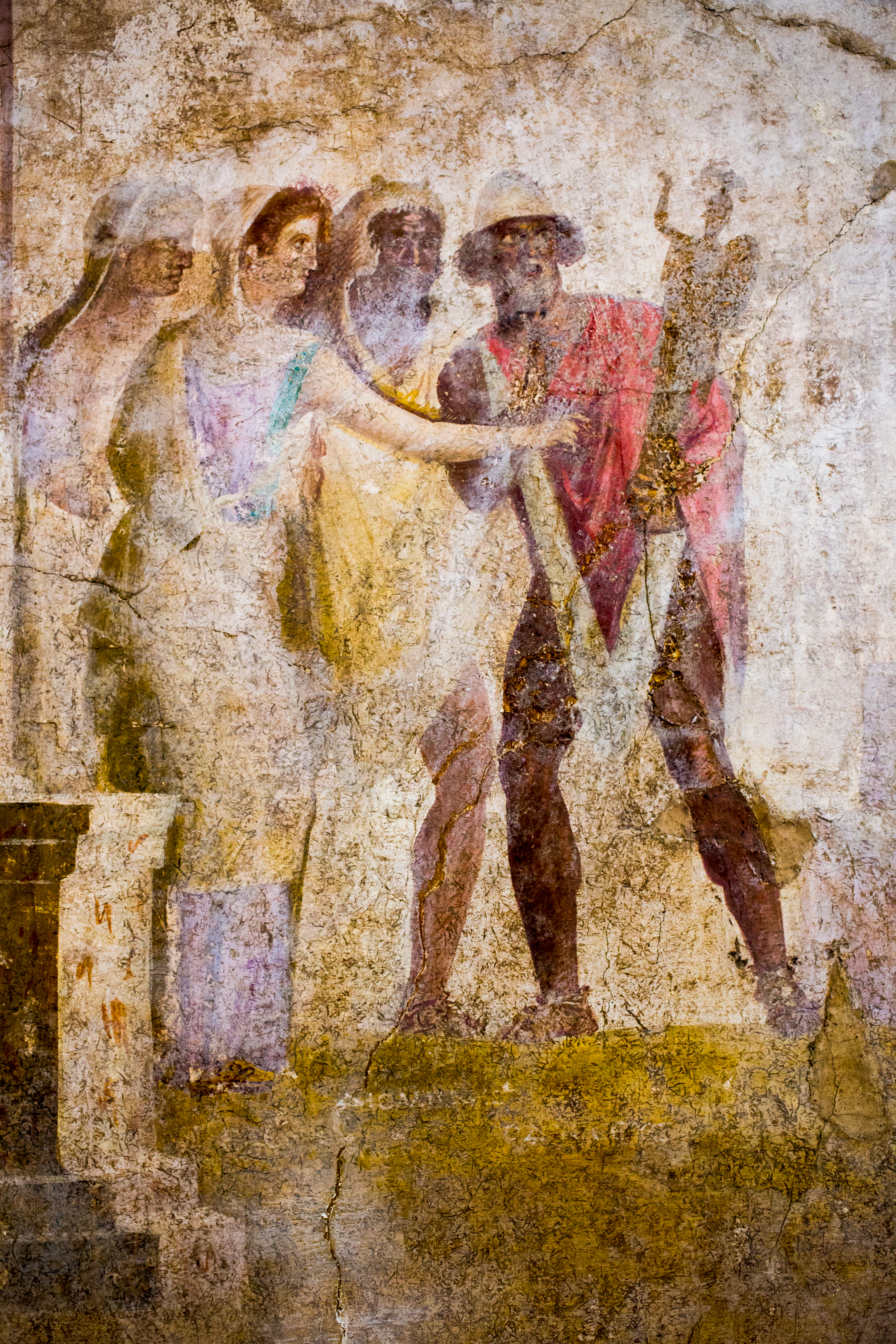
폼페이에서 발견된 오디세우스, 디오메데스, 카산드라를 묘사한 벽화, 기원전 1세기-기원후 1세기

10년이 지난 후, 트로이는 헤라클레스의 활 없이는 함락될 수 없다는 예언이 있었는데, 이 활은 렘노스섬의 필록테테스가 가지고 있었다. 오디세우스와 디오메데스는 상처가 치유된 필록테테스를 데려왔다. 그후 필록테테스는 파리스를 쏘아 죽였다.
아폴로도로스에 따르면, 파리스의 형제들인 헬레노스와 데이포보스는 헬레네의 손을 두고 다투었다. 데이포보스가 이겼고, 헬레노스는 트로이를 떠나 이다산으로 갔다. 칼카스는 헬레노스가 트로이 함락에 관한 예언들을 알고 있다고 말했고, 오디세우스는 헬레노스를 매복해 잡았다. 강압에 의해 헬레노스는 아카이아인들에게 펠롭스의 뼈를 가져오고, 아킬레우스의 아들 네오프톨레모스를 설득하여 그들을 위해 싸우게 하고, 트로이의 팔라디온을 훔치면 승리할 것이라고 말했다.
그리스인들은 펠롭스의 뼈를 가져왔고, 오디세우스를 보내 스키로스의 리코메데스 왕궁에서 전쟁을 피해 숨어 있던 네오프톨레모스를 데려오게 했다. 오디세우스는 그에게 아버지의 무구를 주었다. 텔레포스의 아들 에우리필로스는 호메로스에 따르면 케테이오이의 큰 군대를, 아폴로도로스에 따르면 히타이트인들이나 뮈시아인들의 군대를 이끌고 트로이를 돕기 위해 도착했다. 에우리필로스는 마카온과 페넬레오스를 죽였으나, 네오프톨레모스에 의해 살해되었다.
거지로 변장한 오디세우스는 트로이 내부를 정찰하러 갔으나, 헬레네에게 발각되었다. 고향이 그리웠던 헬레네는 오디세우스와 공모했다. 이후 헬레네의 도움으로 오디세우스와 디오메데스는 팔라디온을 훔쳤다.

#### 트로이 목마

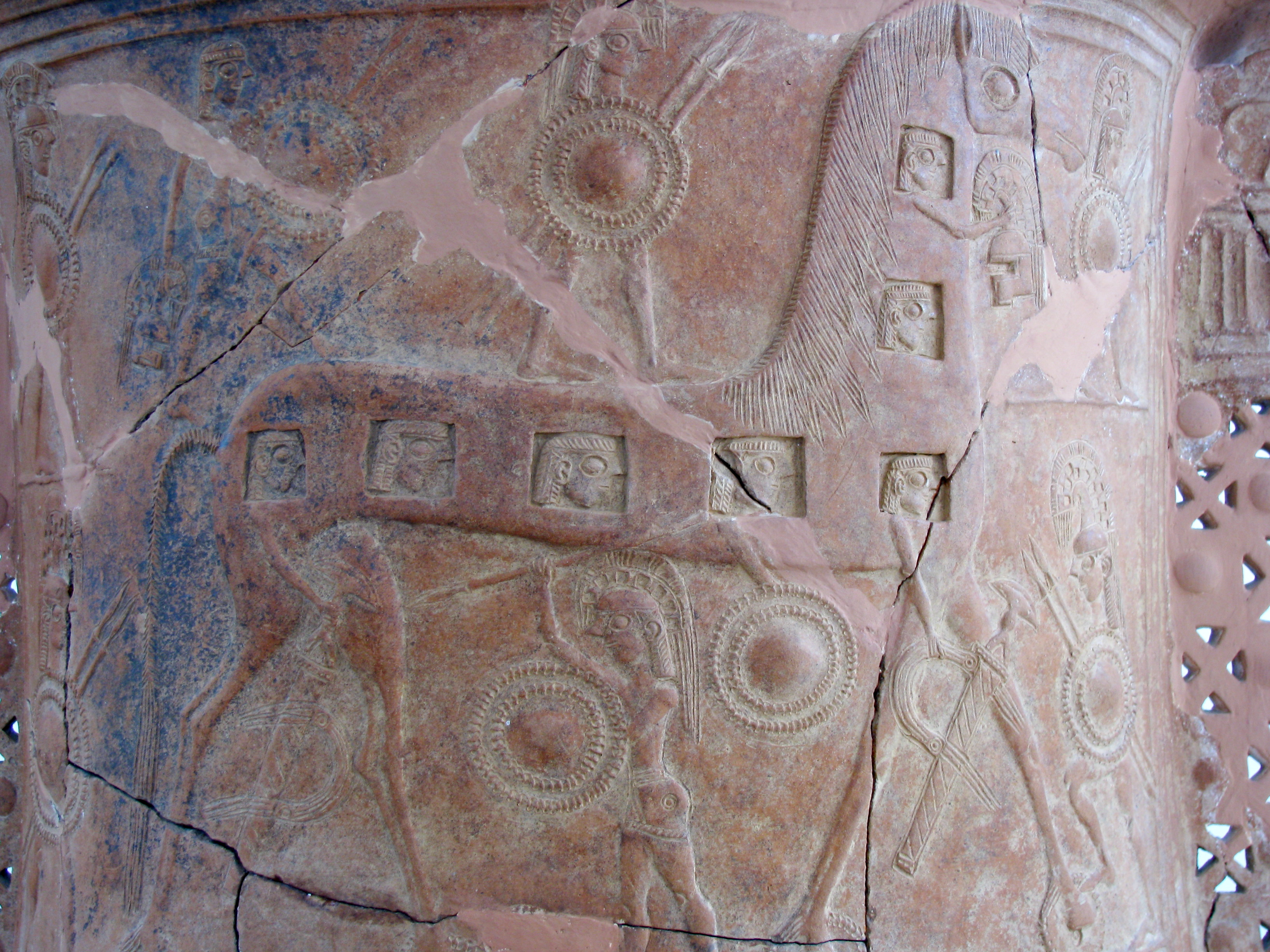
기원전 670년경의 미코노스 도기에서 발견된 트로이 목마의 가장 오래된 묘사

전쟁의 마지막은 하나의 최종 계획으로 맺어졌다. 오디세우스는 새로운 계략을 고안했는데, 그것은 트로이인들에게 신성한 동물인 거대한 속이 빈 나무 말이었다. 이 목마는 에페이오스가 제작하고 아테나의 지도 아래, 아폴론에게 헌정된 층층나무 숲의 나무로 만들어졌으며, "그리스인들은 귀향을 위해 아테나에게 이 감사의 봉헌물을 바칩니다"라는 글이 새겨져 있었다. 속이 빈 말 안에는 오디세우스가 이끄는 병사들이 숨어 있었다. 나머지 군대는 진영을 불태우고 테네도스섬으로 항해했다.
트로이인들은 그리스인들이 사라진 것을 발견하고 전쟁이 끝났다고 믿어 "기쁘게 말을 도시 안으로 끌어들였다". 한편 그들은 말을 어떻게 처리할지 논의했다. 어떤 이들은 바위에서 떨어뜨려야 한다고 했고, 다른 이들은 불태워야 한다고 했으며, 또 다른 이들은 아테나에게 봉헌해야 한다고 주장했다.
카산드라와 라오콘 모두 말을 들여놓는 것을 경고했다. 카산드라는 아폴론으로부터 예언의 능력을 받았으나, 동시에 아폴론에 의해 그 누구도 그의 말을 믿지 않게 되는 저주를 받았다. 그때 바다에서 뱀들이 나와 라오콘과 그의 두 아들 중 하나를, 혹은 라오콘과 두 아들 모두를, 혹은 그의 아들들만을 삼켜버렸는데, 이 불길한 징조는 아이네이아스의 추종자들을 매우 놀라게 해 그들은 이다산으로 철수했다. 트로이인들은 말을 보관하기로 결정하고 광란의 축제와 축하연으로 밤을 보냈다. 아카이아의 첩자 시논은 "한밤중이 되고 밝은 달이 떠오를 때" 테네도스에 정박해 있던 함대에 신호를 보냈고, 말 안에 있던 병사들이 나와 경비병들을 죽였다.

#### 트로이의 약탈

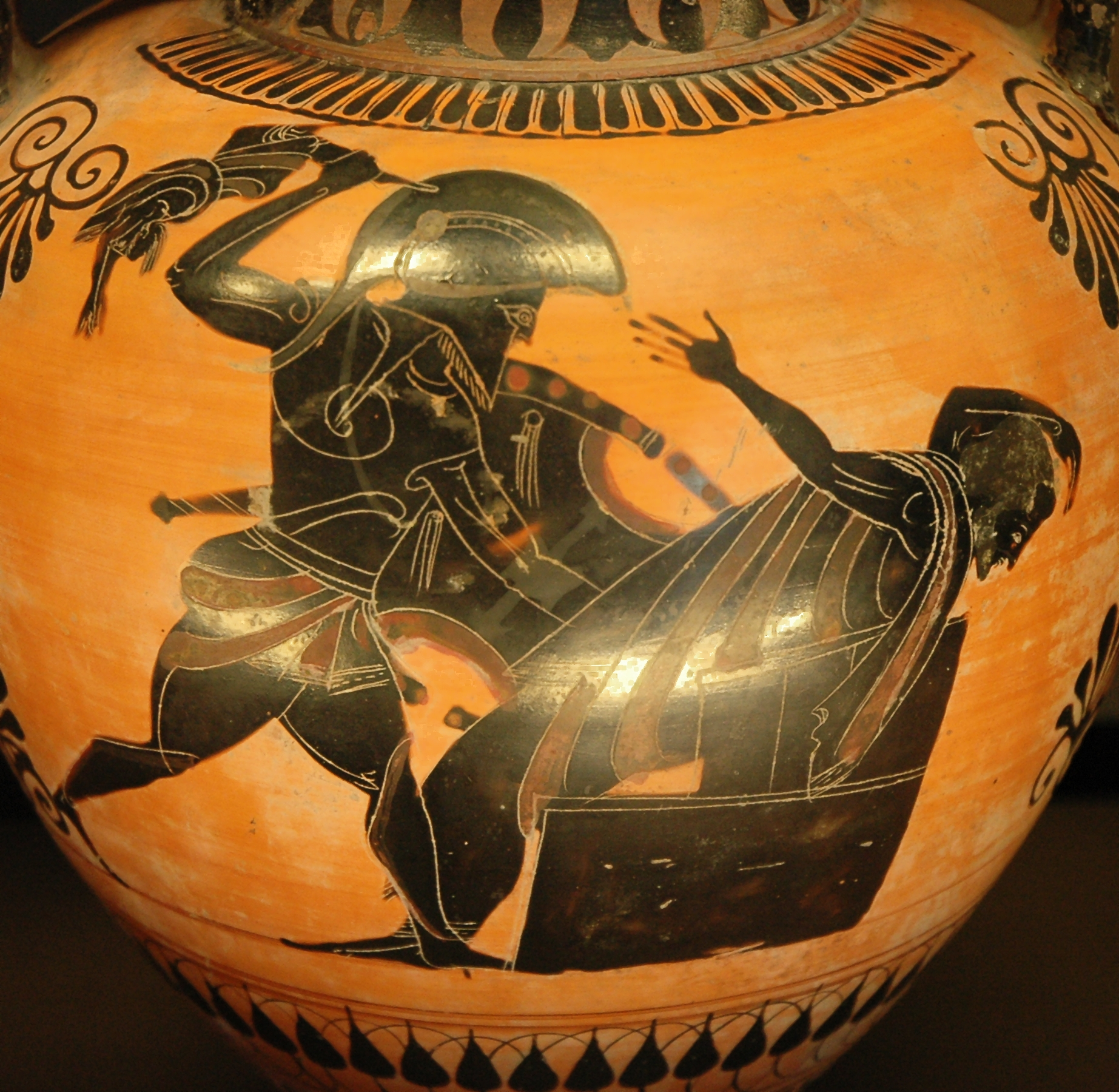
네오프톨레모스가 프리아모스 왕을 죽이는 장면 (기원전 520-510년경의 아티카 흑화식 암포라 세부)

아카이아인들은 도시로 들어와 잠자는 주민들을 죽였다. 대학살이 뒤따랐고 이는 낮까지 계속되었다.
피가 급류처럼 흘렀고, 대지는 온통 피에 젖었으니,

트로이인들과 그들의 이방인 동맹군들이 죽어갈 때.

쓰라린 죽음에 쓰러진 이들이 누워있었으니

도시 곳곳에서 피 속에 잠겨.

트로이인들은 조직과 지도자를 잃었음에도 절박함에 사로잡혀 격렬하게 맞서 싸웠다. 전투가 최고조에 달했을 때, 일부는 쓰러진 적군의 갑옷을 입고 혼란스러운 시가전에서 기습 반격을 감행했다. 다른 수비대는 지붕 타일과 무거운 것들을 난동을 부리는 공격자들 위로 던져댔다. 하지만 전망은 암울했고, 결국 남은 수비대는 도시 전체와 함께 파괴되었다.
네오프톨레모스는 안뜰의 제우스 제단에 피신해 있던 프리아모스를 죽였다. 메넬라오스는 파리스가 죽은 후 헬레네의 남편이 된 데이포보스를 죽였고, 헬레네도 죽이려 했으나 그의 아름다움에 압도되어 칼을 던져버리고 그를 배로 데려갔다.

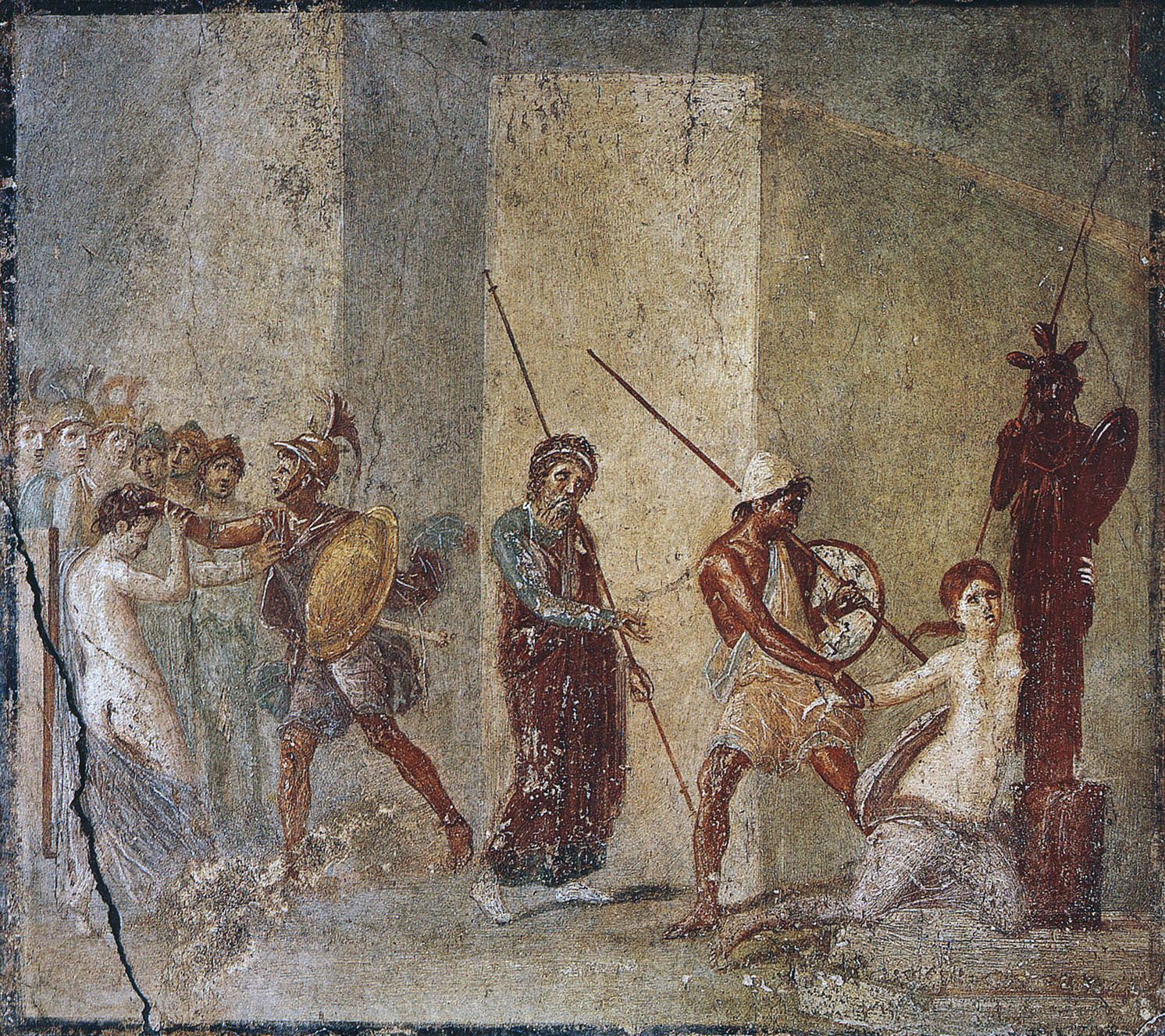
메넬라오스가 트로이에서 헬레네를 붙잡고, 소 아이아스가 프리아모스가 보는 앞에서 카산드라를 팔라디온에서 끌어내는 장면 (폼페이의 메난드로스의 집 벽화)

소 아이아스는 신상을 붙잡고 있던 카산드라를 아테나의 제단에서 강간했다. 아이아스의 불경함 때문에 아카이아인들은 오디세우스의 촉구로 그를 돌로 쳐죽이려 했으나, 그는 아테나의 제단으로 도망가 목숨을 건졌다.
헬레네의 반환을 요구하러 왔을 때 메넬라오스와 오디세우스에게 환대를 베풀고 이를 지지했던 안테노르는 가족과 함께 목숨을 건졌다. 아이네이아스는 아버지를 등에 업고 도망쳤는데, 아폴로도로스에 따르면 그의 경건함 때문에 살려주었다고 한다.
그리스인들은 그후 도시를 불태우고 전리품을 나누었다. 카산드라는 아가멤논에게 주어졌다. 네오프톨레모스는 헥토르의 아내 안드로마케를 차지했고, 오디세우스는 프리아모스의 아내 헤카베를 받았다.
아카이아인들은 헥토르의 어린 아들 아스티아낙스를 트로이의 성벽에서 던져 죽였는데, 잔혹함과 증오 때문이거나 왕가의 혈통을 끊고 아들의 복수 가능성을 없애기 위해서였다. 그들은(일반적인 전승에 따르면 네오프톨레모스가) 또한 트로이의 공주 폴릭세네를 아킬레우스의 무덤 위에서 제물로 바쳤다.
헬레네의 시녀 중 한 명이었던 테세우스의 어머니 아이트라는 그의 손자들인 데모폰과 아카마스에 의해 구출되었다.

### 귀환

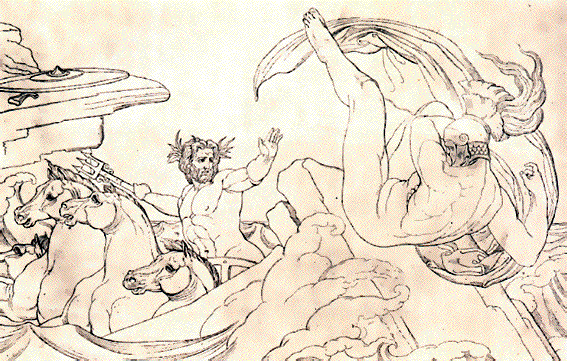
보나벤투라 게넬리(1798-1868)의 '포세이돈이 소 아이아스를 치다'

신들은 아카이아인들의 신전 파괴와 다른 신성 모독 행위들에 매우 분노했고, 대부분이 고향으로 돌아가지 못하게 하기로 결정했다. 테노스섬 근처에서 귀환하는 함대에 폭풍이 들이닥쳤다. 나우플리오스는 아들 팔라메데스의 살해에 대한 복수로 카페레우스곶(오늘날 에우보이아의 카보 도로로도 알려짐)에 거짓 등불을 설치했고 많은 이들이 난파됐다.
- 아가멤논은 폭풍우를 겪은 후 카산드라를 데리고 아르고스로 무사히 돌아왔다. 그와 카산드라는 아이기스토스(가장 오래된 이야기 버전에서)에 의해, 또는 클리타임네스트라에 의해, 혹은 둘 모두에 의해 살해되었다. 엘렉트라와 오레스테스는 후에 아버지의 복수를 했으나 오레스테스는 복수의 여신들에게 쫓기게 되었다.

- 트로이에서 가장 모범적인 행동을 보이고 약탈에 가담하지 않았던 네스토르만이 유일하게 빠르고 안전한 귀환을 했다.[179] 전쟁에서 살아남은 그의 군대도 그와 함께 안전하게 고향에 도착했으나 나중에 떠나 남부 이탈리아의 메타폰티움에 정착했다.[180]

- 다른 이들보다 신들의 분노를 더 많이 견뎌야 했던 소 아이아스는 결코 귀환하지 못했다. 그의 배는 아테나가 제우스의 번개를 빌려 배를 산산조각 내면서 일으킨 폭풍으로 난파됐다. 선원들은 바위에 도달했으나 포세이돈이 이를 쳐서 아이아스는 바다에 빠져 익사했다. 그는 테티스에 의해 미코노스나[181] 델로스에 묻혔다.[182]

- 텔라몬의 아들이자 아이아스의 이복형제인 테우크로스는 이복형제의 죽음에 대해 아버지의 재판을 받았다. 그는 아버지에게 의절당했고 살라미스섬으로 돌아올 수 없었다. 그는 페이라이에우스의 프레아티스 근처 바다에 있었다.[183] 그는 책임에서는 무죄 선고를 받았으나 시신이나 무구를 가져오지 않은 태만으로 유죄 판결을 받았다. 그는 군대(아내들을 데리고 간)와 함께 떠나 키프로스에 살라미스를 건설했다.[184] 아테네인들은 후에 그의 아들이 자신의 왕국을 메가라가 아닌 테세우스의 아들들에게 넘겼다는 정치적 신화를 만들었다.

- 네오프톨레모스는 자신과 함께 육로로 여행했던 헬레노스의 조언을 따랐고, 항상 안드로마케와 동행했다. 그는 오디세우스를 만났고 그들은 키코네스인들의 땅에서 아킬레우스의 스승 포이닉스를 매장했다. 그들은 그후 몰로소이(에페이로스)의 땅을 정복했고 네오프톨레모스는 안드로마케와의 사이에서 몰로소스라는 아이를 낳았는데, 후에 그에게 왕위를 주었다.[185] 그리하여 에페이로스의 왕들은 자신들의 혈통이 아킬레우스로부터 이어진다고 주장했고, 그 왕가 출신인 어머니를 둔 알렉산드로스 대왕도 마찬가지였다. 알렉산드로스 대왕과 마케도니아의 왕들은 또한 헤라클레스의 후손이라고 주장했다. 헬레노스는 몰로시아에 도시를 세우고 그곳에 살았으며, 네오프톨레모스는 그에게 자신의 어머니 데이다메이아를 아내로 주었다. 펠레우스가 죽은 후 그는 프티아의 왕위를 계승했다.[186] 그는 메넬라오스의 딸 헤르미오네를 두고 오레스테스(아가멤논의 아들)와 불화가 있었고, 델포이에서 죽임을 당해 그곳에 묻혔다.[187] 로마 신화에서 프티아 왕국은 안드로마케와 결혼한 헬레노스가 차지했다. 그들은 아이네이아스를 포함한 다른 트로이 난민들에게 환대를 베풀었는데, 아이네이아스는 방랑 중에 그곳을 방문했다.

- 디오메데스는 처음에 폭풍에 밀려 리키아 해안에 도착했는데, 그곳에서 리코스 왕에 의해 아레스에게 제물로 바쳐질 뻔했으나, 왕의 딸 칼리로에가 그를 불쌍히 여겨 도망가는 것을 도왔다.[188] 그는 그후 우연히 아티카의 팔레론에 상륙했다. 아테네인들은 그들이 동맹임을 모르고 공격했다. 많은 이들이 죽었고, 데모폰이 팔라디온을 가져갔다.[189] 그는 마침내 아르고스에 도착했으나, 아내 아이기알레이아가 간통을 하는 것을 발견했다. 혐오감에 그는 아이톨리아로 떠났다.[190] 후대의 전승에 따르면, 그는 몇 가지 모험을 하고 남부 이탈리아에 카누시움과 아르귀리파를 건설했다.[191]

- 필록테테스는 반란으로 인해 도시에서 쫓겨나 이탈리아로 이주했고, 그곳에서 크로톤과 투리이 사이에 페틸리아, 올드크리미사, 코네 도시들을 건설했다.[192] 레우카니아인들과 전쟁을 한 후 그는 그곳에 방랑자 아폴론의 성소를 세웠고, 자신의 활도 그곳에 봉헌했다.[193]

- 호메로스에 따르면, 이도메네우스는 무사히 집에 도착했다.[194] 후에 다른 전승이 형성되었다. 전쟁 후, 이도메네우스의 배는 끔찍한 폭풍을 만났다. 이도메네우스는 포세이돈이 그의 배와 선원들을 구해준다면 귀환했을 때 처음 보는 생명체를 제물로 바치겠다고 약속했다. 그가 처음 본 생명체는 그의 아들이었고, 이도메네우스는 마땅히 그를 제물로 바쳤다. 신들은 그가 자신의 아들을 살해한 것에 분노했고 크레타에 전염병을 보냈다. 그의 백성들은 그를 이탈리아의 칼라브리아로,[195] 그리고 소아시아의 콜로폰으로 추방했고, 그는 그곳에서 죽었다.[196] 하급 아카이아인들 중에서는 매우 적은 수만이 고향에 도착했다.

#### 아트레우스 가문

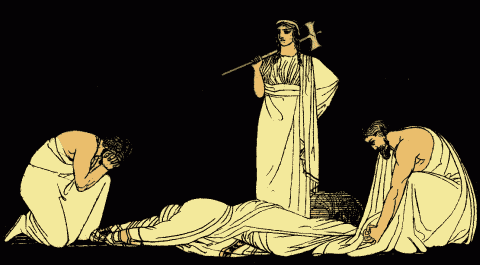
아가멤논의 살해(알프레드 처치의 《그리스 비극 작가들의 이야기》에 실린 1879년 삽화)

《오디세이아》에 따르면, 메넬라오스의 함대는 폭풍에 밀려 크레타와 이집트로 표류했고, 바람이 잠잠해져 항해를 할 수 없었다. 그의 배 중 다섯 척만이 살아남았다. 메넬라오스는 어떤 신들에게 어떤 제물을 바쳐야 안전한 항해가 보장될지 알아내기 위해 변신하는 바다의 신 프로테우스를 잡아야 했다. 일부 이야기에 따르면 파리스가 데려간 헬레네는 가짜였고, 진짜 헬레네는 이집트에 있었으며, 그곳에서 메넬라오스와 재회했다. 프로테우스는 또한 메넬라오스에게 죽은 후 엘리시온(천국)에 가게 될 운명이라고 말했다. 메넬라오스는 트로이를 떠난 지 8년 만에 헬레네와 함께 스파르타로 돌아왔다.
아가멤논은 카산드라와 함께 아르고스로 귀환했다. 그의 아내 클리타임네스트라(헬레네의 자매)는 아가멤논의 사촌이자 아가멤논이 되찾기 전에 아르고스를 정복했던 튀에스테스의 아들 아이기스토스와 불륜 관계였다. 클리타임네스트라는 아마도 이피게네이아의 죽음에 대한 복수로 연인과 함께 아가멤논을 살해할 음모를 꾸몄다. 카산드라는 이 살인을 예견하고 아가멤논에게 경고했으나, 그는 이를 무시했다. 여러 버전에 따르면 그는 연회장이나 목욕탕에서 살해되었다. 카산드라 역시 살해되었다. 멀리 떨어져 있던 아가멤논의 아들 오레스테스는 돌아와 자매 엘렉트라와 함께 아버지의 복수를 계획했다. 그는 클리타임네스트라와 아이기스토스를 죽이고 아버지의 왕좌를 계승했다.

### 《오디세이아》

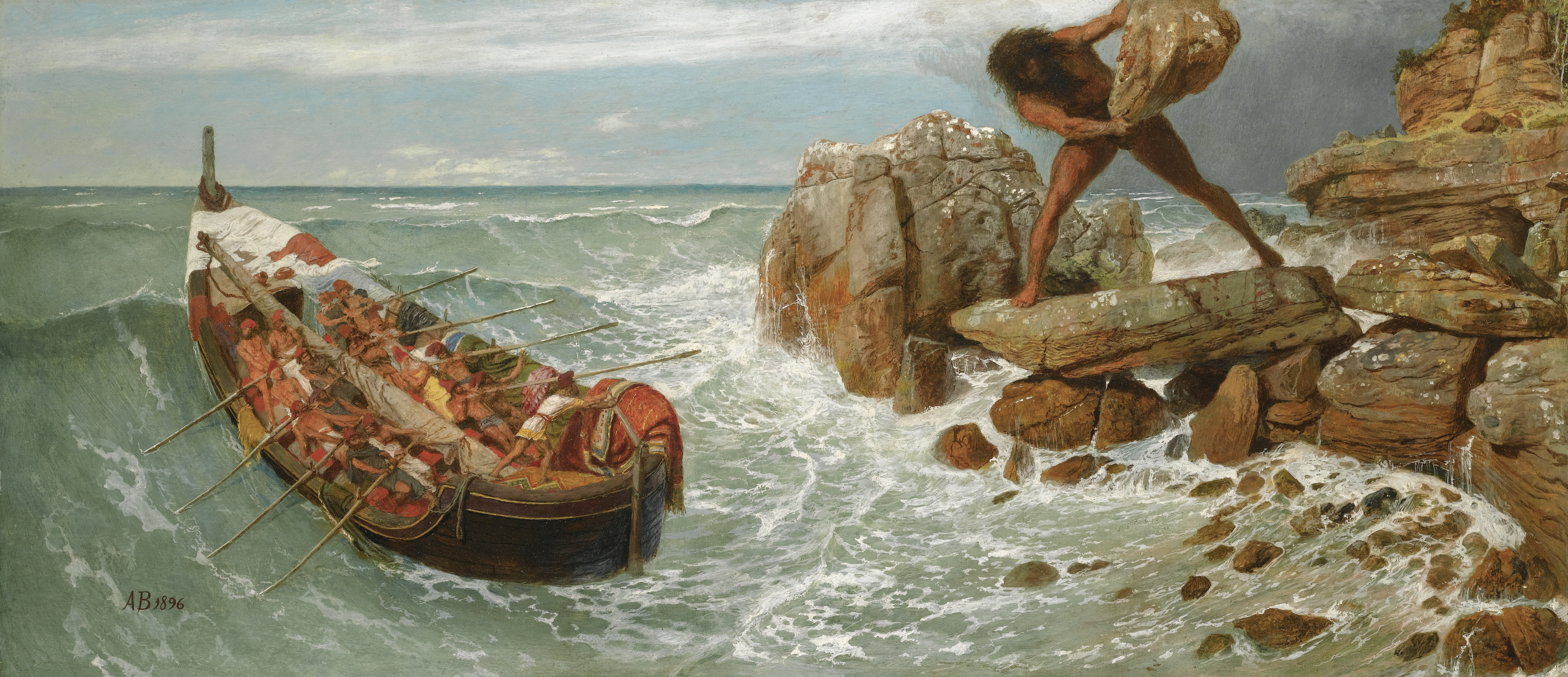
아르놀트 뵈클린의 《오디세우스와 폴리페모스》: 키클롭스의 저주로 오디세우스의 귀향이 10년 더 지연되다

오디세우스의 10년에 걸친 이타카로의 귀환은 호메로스의 《오디세이아》에서 다뤄졌다. 오디세우스와 그의 부하들은 아카이아인들에게 알려지지 않은 땅으로 크게 표류했다. 거기서 오디세우스는 많은 모험을 겪었는데, 키클롭스 폴리페모스와의 유명한 조우와 하데스에서 예언자 테이레시아스를 알현한 것이 포함된다. 트리나키아섬에서 오디세우스의 부하들은 태양신 헬리오스의 신성한 소들을 먹었다. 이 신성 모독으로 인해 오디세우스의 배들은 파괴되었고, 모든 부하들이 죽었다. 오디세우스는 소를 먹지 않았기에 살아남을 수 있었다. 그는 오기기아섬에 표류했고, 그곳에서 님프 칼립소와 함께 살았다. 7년 후, 신들은 오디세우스를 집으로 보내기로 결정했다. 그는 작은 뗏목을 타고 파이아케스인들의 고향인 스케리아로 항해했고, 그들은 그를 이타카로 보내주었다.
고향 땅에 도착한 오디세우스는 늙은 거지로 변장하고 다녔다. 그의 개 아르고스가 주인을 알아보았는데, 그의 무릎에서 죽었다. 그후 오디세우스는 자신의 아내 페넬로페가 그가 없는 20년 동안, 그의 음식을 먹고 재산을 탕진하는 수많은 구혼자들에도 불구하고 그에게 충실했다는 것을 알게 되었다. 그는 아들 텔레마코스, 아테나, 그리고 돼지치기 에우마이오스의 도움으로 페넬로페에게 친절했던 메돈과 구혼자들의 강요로 어쩔 수 없이 그들을 도왔던 지역 가수 페미오스를 제외한 모든 구혼자를 죽였다. 페넬로페는 오디세우스가 진짜인지 확인하기 위해 줄을 풀어놓은 활로 시험했고, 오디세우스가 그녀를 용서했다. 다음날 구혼자들의 친족들이 그에게 복수하려 했으나 아테나에 의해 저지되었다.

### 《텔레고니아》
《텔레고니아》는 《오디세이아》가 끝난 지점에서 시작하여 죽은 구혼자들의 매장부터 오디세우스의 죽음까지를 다룬다. 오디세우스가 귀환하고 수년이 지난 후, 오디세우스와 키르케의 아들 텔레고노스가 이타카에 와서 섬을 약탈했다. 오디세우스는 공격을 막으려다 자신을 알아보지 못한 아들에게 살해되었다. 텔레고노스는 자신이 아버지를 죽였다는 것을 깨닫고 나서, 시신을 어머니 키르케에게 가져갔고 텔레마코스와 페넬로페도 함께 데려갔다. 키르케는 그들을 불멸로 만들었고, 이후 텔레고노스는 페넬로페와 결혼했으며 텔레마코스는 키르케와 결혼했다.

### 《아이네이스》
트로이의 생존자 아이네이아스의 여정과 트로이 난민들의 이탈리아 정착은 베르길리우스의 라틴어 서사시 《아이네이스》의 주제이다. 아우구스투스 시대에 집필하면서, 베르길리우스는 그의 영웅이 《아이네이스》의 12권 중 2권에서 트로이 함락을 1인칭 시점으로 묘사하게 했다. 《일리아스》에는 등장하지 않는 트로이 목마는 베르길리우스의 서술로 인해 전설이 되었다.
아이네이아스는 생존자들의 무리를 도시에서 이끌어 나가는데, 그들 중에는 그의 아들 아스카니오스(율루스로도 알려짐), 나팔수 미세노스, 아버지 안키세스, 치유자 이아픽스, 충실한 동료 아카테스, 그리고 안내자 미마스가 있었다. 그의 아내 크레우사는 도시가 약탈되는 동안 죽었다. 아이네이아스는 또한 트로이의 라레스와 페나테스 신들을 가져가는데, 역사적 로마인들은 이를 로마 자체의 안전을 보장하는 것으로서 보존했다고 주장했다.

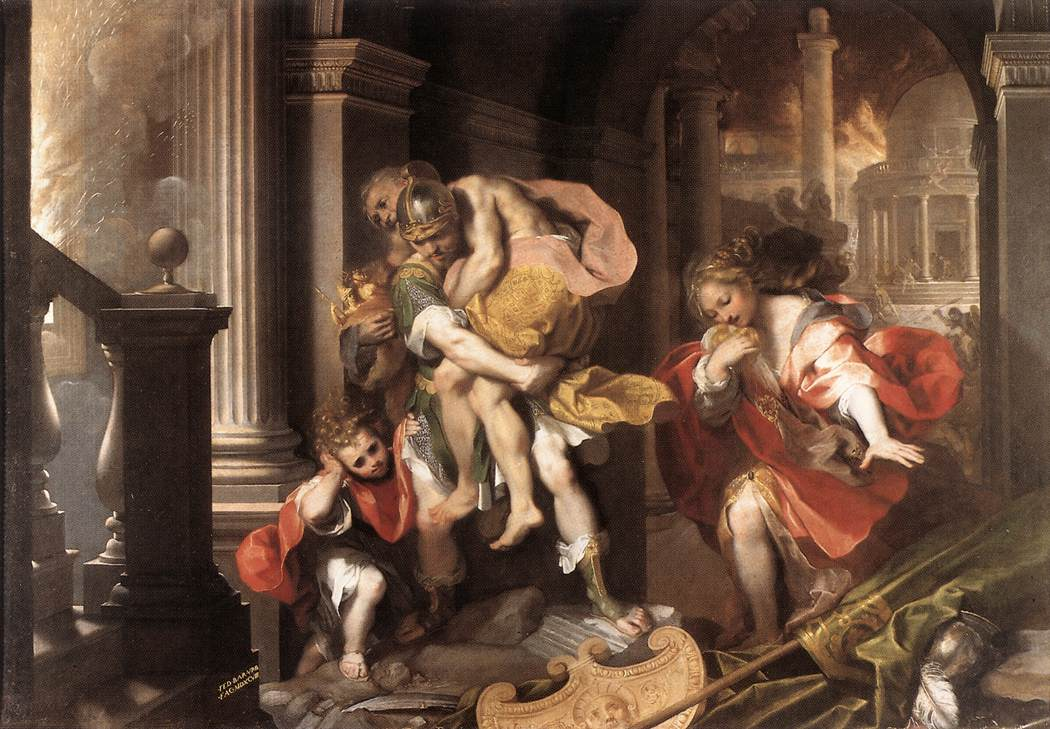
페데리코 바로치의 《불타는 트로이에서 도망치는 아이네이아스》(1598)

트로이 생존자들은 여러 척의 배와 함께 탈출하여 다른 곳에 새로운 고향을 세우고자 했다. 그들은 몇몇 인근 국가들에 상륙했으나 적대적임이 증명되었고, 결국 신탁으로부터 그들의 선조들의 땅으로 돌아가야 한다는 말을 들었다. 그들은 먼저 다르다노스가 한때 정착했던 크레타에 자리잡으려 했으나, 이도메네우스를 쫓아낸 것과 같은 전염병이 휩쓸고 있음을 발견했다. 그들은 헬레노스와 안드로마케가 이끄는 식민지를 발견했으나, 그곳에 머물기를 거절했다. 7년 후 그들은 카르타고에 도착했고, 그곳에서 아이네이아스는 디도 여왕과 연인 관계가 되었다(전통에 따르면 카르타고는 기원전 814년에 건국되었으므로, 몇백 년 전에 트로이 난민들이 도착했다는 것은 신화적 전통 내의 연대기적 모순을 드러낸다). 결국 신들은 아이네이아스에게 계속 전진하라고 명령했고, 그와 그의 백성들은 이탈리아의 티베르강 하구에 도착했다. 디도는 자살했고, 그녀에 대한 아이네이아스의 배신은 포에니 전쟁에서 드러나고 로마의 패권으로 이어진 로마와 카르타고 간의 오랜 적대감의 한 요소로 여겨졌다.
쿠마이에서 시빌라는 아이네이아스를 원형적인 저승 하강으로 인도하는데, 그곳에서 그의 죽은 아버지의 영혼이 안내자 역할을 한다. 《아이네이스》의 이 권은 단테에게 직접적인 영향을 미쳤고, 단테는 베르길리우스를 자신의 화자의 안내자로 등장시켰다. 아이네이아스는 자신이 건국해야 할 의무가 있는 로마의 미래의 장엄함에 대한 환상을 보게 되고, 산 자들의 세계로 돌아온다. 그는 현지 왕 라티누스와 협상을 하고 그의 딸 라비니아와 결혼했다. 이 결정은 다른 지역 부족들과의 전쟁을 촉발했고, 결국 아이네이아스와 라비니아의 아들 실비우스가 다스리는 알바 롱가의 정착지 건설로 절정에 달했다. 로마의 신화는 두 개의 다른 건국 신화를 조화시키려 했다. 300년 후, 더 유명한 전통에서는 로물루스가 그의 형제 레무스를 살해한 후 로마를 건국했다. 트로이에서 비롯된 로마의 기원은 베누스로부터의 혈통을 아이네이아스의 아들 율루스를 통해 주장했던 율리우스 카이사르의 선전에서 특히 중요해졌고(따라서 라틴어 씨족 이름 율리우스가 생겼다), 아우구스투스의 통치 기간 동안에도 중요했다(예를 들어 《타불라이 일리아카이》와 율리우스-클라우디우스 왕조가 자주 선보인 "트로이 게임" 참조).

## 트로이 전쟁의 연대
이 전쟁은 고대 그리스인들에 의해 신화 시대의 마지막 사건 또는 역사 시대의 첫 번째 사건으로 여겨졌기에, 트로이 함락에 대해 여러 날짜가 제시되었다. 이 날짜들은 주로 왕들의 계보에서 도출되었다. 에포로스는 기원전 1135년을, 소시비오스는 기원전 1172년을, 에라토스테네스는 기원전 1184년/1183년을, 티마이오스는 기원전 1193년을, 파로스 대리석은 기원전 1209년/1208년을, 디카이아르코스는 기원전 1212년을, 헤로도토스는 기원전 1250년경을, 에레테스는 기원전 1291년을, 두리스는 기원전 1334년을 제시했다. 정확한 날짜에 대해서는 에포로스가 타르겔리온 월 23/24일(5월 6일 또는 7일), 헬라니코스는 타르겔리온 월 12일(5월 26일)을 제시했고, 다른 이들은 스키로포리온 월 23일(7월 7일) 또는 포나모스 월 23일(10월 7일)을 제시했다.
호메로스가 묘사한 영광스럽고 풍요로운 도시는 20세기의 많은 연구자들에 의해 트로이 VI로 여겨졌고, 기원전 1275년경에 아마도 지진에 의해 파괴되었다. 그 후속 도시인 트로이 VIIa는 기원전 1180년경에 파괴되었다. 이 도시는 오랫동안 더 가난한 도시로 여겨져 호메로스의 트로이 후보에서 제외되었으나, 1988년의 발굴 작업 이후로 가장 유력한 후보로 여겨지게 되었다.

## 역사적 근거

히타이트 제국, 아히야와(아마도 호메로스의 아카이아인들)와 빌루사(트로이)를 보여주는 지도

트로이 전쟁의 역사성은 그것이 실제로 일어났는지 여부와 트로이가 존재했다면 어디에 위치했는지를 포함하여 여전히 논쟁의 대상이다. 대부분의 고전기 그리스인들은 이 전쟁이 역사적 사건이라고 생각했으나, 많은 이들은 호메로스의 서사시들이 시의 요구에 맞춰 사건들을 과장했다고 믿었다. 예를 들어, 비판적인 것으로 알려진 역사가 투키디데스는 트로이 전쟁을 실제 사건으로 여겼으나 1,186척의 배가 트로이로 보내졌다는 것은 의심했다. 에우리피데스는 트로이 전쟁의 신화들을 포함하여 그리스 신화들을 자의적으로 바꾸기 시작했다. 기원후 100년경, 디온 크리소스토모스는 전쟁이 역사적 사실이었으나 트로이인들의 승리로 끝났고 그리스인들이 이 사실을 숨기려 했다고 주장했다. 1870년경 서유럽에서는 트로이 전쟁이 결코 일어나지 않았고 트로이는 결코 존재하지 않았다는 것이 일반적으로 동의되었다. 그후 하인리히 슐리만이 자신과 다른 이들이 트로이라고 믿었던 차나칼레의 히사르르크와 그리스의 미케네 도시들에 대한 발굴을 대중화했다. 오늘날 많은 학자들은 트로이 전쟁이 트로이 도시를 상대로 한 그리스 원정의 역사적 핵심에 기반을 두고 있다는 데 동의하지만, 호메로스의 서사시들이 전쟁의 실제 사건들을 충실히 재현한다고 주장하는 이는 거의 없다.

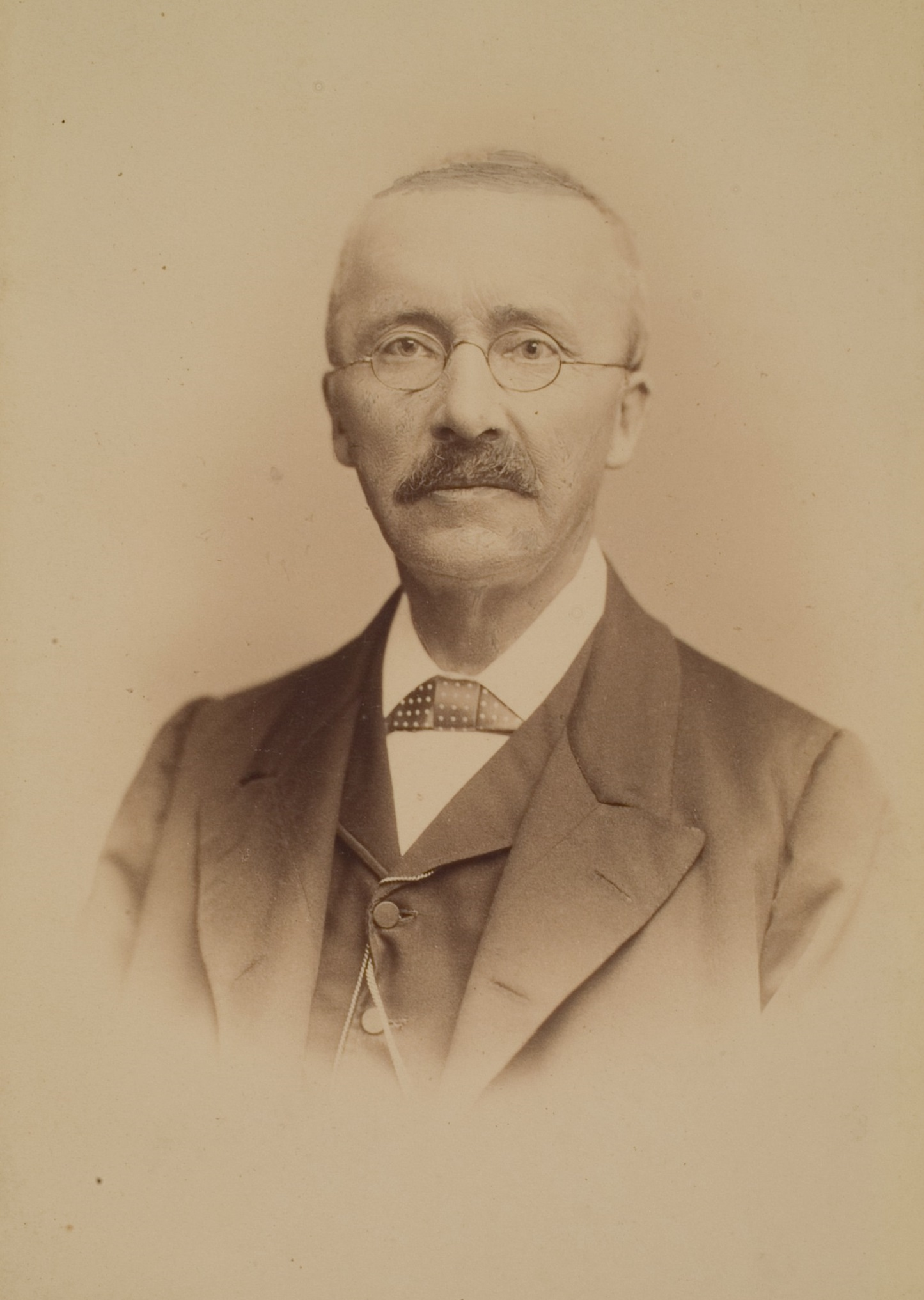
슐리만은 히사를르크로 알려진 봉분에서 트로이의 위치를 찾아낸 최초의 인물이었다

2001년 11월, 지질학자 존 C. 크래프트와 고전학자 존 V. 루스는 1977년에 시작된 이 지역의 지질학적 조사 결과를 발표했다. 지질학자들은 현재의 지질학적 특성을 《일리아스》와 스트라본의 《지리지》와 같은 다른 고전 자료들에서 묘사된 경관 및 해안 특징들과 비교했다. 그들의 결론은 슐리만이 확인한 트로이의 위치(그리스 진영과 같은 다른 위치들 포함)와 지질학적 증거, 그리고 《일리아스》에서 묘사된 지형과 전투 기록 사이에 일관성이 정기적으로 나타난다는 것이었다. 물론 이는 우연의 일치일 수 있다.

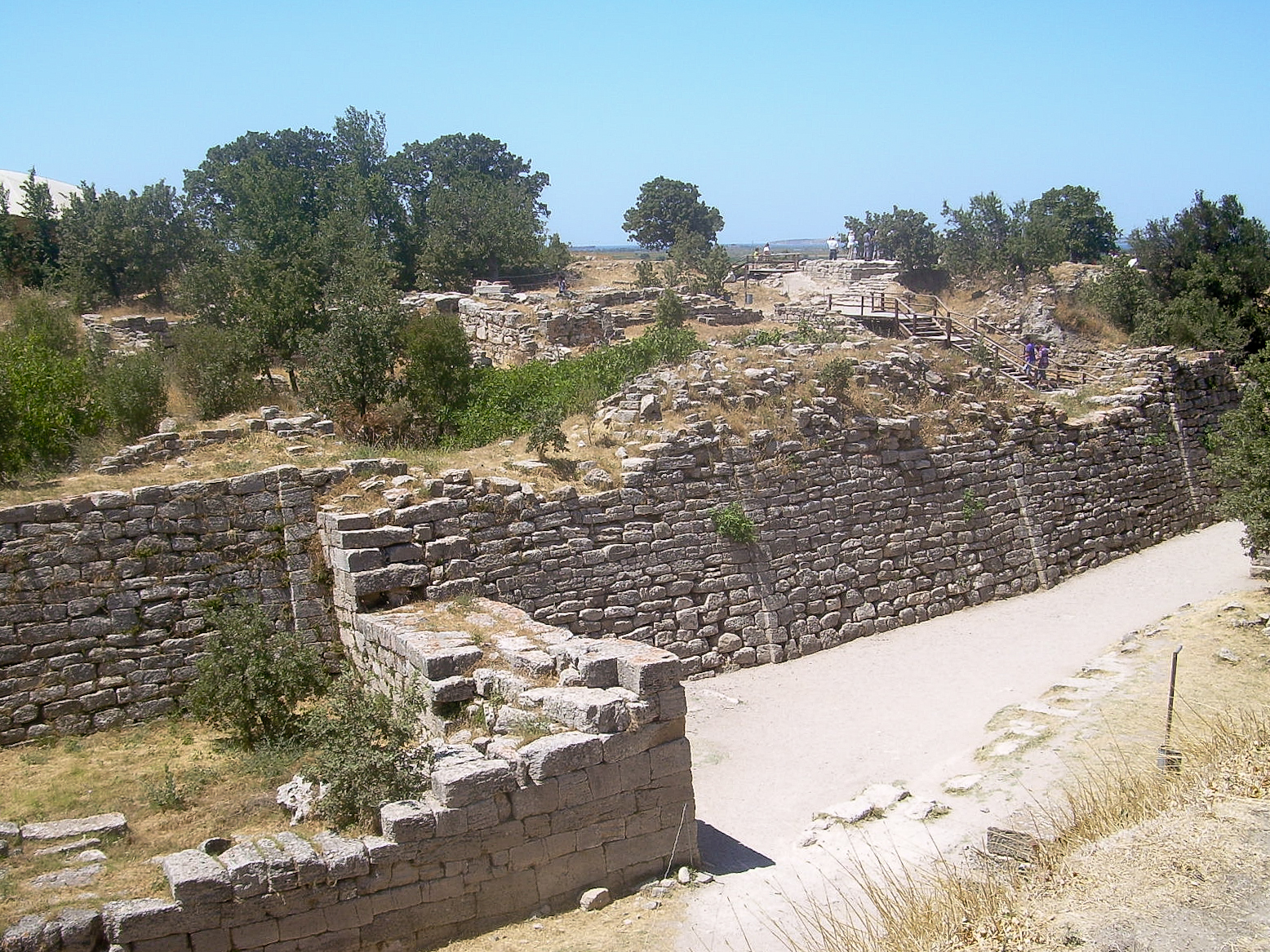
청동기 후기 트로이의 성벽

20세기 이후, 학자들은 트로이 전쟁 시기의 히타이트와 이집트 문헌들을 바탕으로 결론을 도출하려 시도해왔다. 이 문헌들이 당시 이 지역의 정치적 상황에 대한 일반적인 설명을 제공하긴 하지만, 이 특정한 분쟁이 발생했는지에 대한 정보는 제한적이다. 앤드류 달비는 트로이 전쟁이 어떤 형태로든 일어났을 가능성이 높고 따라서 역사적 근거가 있지만, 그 진정한 성격은 알 수 없다고 지적한다. 타와갈라와 서신은 바다(에게해) 너머에 있으며 밀레토스로 확인되는 밀리완다를 통제하는 아히야와(아카이아, 또는 그리스) 왕국을 언급한다. 이 서신과 다른 서신들에서도 언급되는 것은 윌루사(일리오스 또는 일리움) 도시를 포함한 22개의 도시와 국가들로 구성된 아수와 연맹이다. 밀라와타 서신은 이 도시가 세하강 너머, 아수와 연맹의 북쪽에 위치함을 암시한다. 빌루사와 일리움(즉, 트로이)의 동일시는 항상 논쟁의 여지가 있었지만, 1990년대에 다수의 수용을 얻게 되었다. 알락산두 조약(기원전 1280년경)에서 이 도시의 왕은 알락산두로 불리는데, 《일리아스》(및 다른 작품들)에서 파리스의 이름은 알렉산드로스이다. 아히야와 왕에게 보내진 타와갈라와 서신(기원전 1250년경)은 실제로 이렇게 말한다: "이제 우리가 전쟁을 치렀던 빌루사 문제에 대해 합의에 도달했으므로..."
이전에 히타이트의 지배 하에 있던 아수와 연맹은 이집트와 히타이트 간의 카데시 전투(기원전 1274년경) 이후 이탈했다. 기원전 1230년에 히타이트 왕 투드할리야 4세(기원전 1240-1210년경)는 이 연맹을 상대로 군사 작전을 펼쳤다. 아르누완다 3세(기원전 1210-1205년경) 시기에 히타이트는 에게해 연안에서 통제하던 영토들을 포기해야 했다. 트로이 전쟁은 아히야와 왕과 아수와 연맹 간의 분쟁이었을 가능성이 있다. 이러한 견해는 전체 전쟁이 뮈시아 상륙(그리고 텔레포스의 부상), 아킬레우스의 북부 에게해 전투들, 텔라몬의 아이아스의 트라키아와 프리기아 전투들을 포함한다는 점에서 지지를 받아왔다. 이 지역들 대부분이 아수와의 일부였다. 대부분의 아카이아 영웅들이 고향으로 돌아가지 않고 다른 곳에 식민지를 건설했다는 사실은 투키디데스에 의해 그들의 오랜 부재 때문이라고 해석되었다. 오늘날 대부분의 학자들이 따르는 해석은 미케네 시대 말기의 혼란으로 인해 땅에서 쫓겨난 아카이아 지도자들이 트로이 전쟁의 망명자들의 후손이라고 주장하기를 선호했다는 것이다.

## 대중문화
이 사건들이 제공한 영감은 여기에 모두 나열할 수 없을 만큼 많은 문학 작품을 탄생시켰다. 트로이 포위는 많은 예술 작품에 영감을 주었는데, 그중 가장 유명한 것은 포위 마지막 해를 배경으로 한 호메로스의 《일리아스》이다. 다른 작품들로는 에우리피데스의 《트로이 여인들》, 제프리 초서의 《트로일러스와 크리세이드》, 윌리엄 셰익스피어의 《트로일러스와 크리세이드》, 사무엘 코스터의 《이피게네이아》와 《폴릭세네》, 요스트 판덴폰덜의 《팔라메데스》, 엑토르 베를리오즈의 《트로이 사람들》이 있다.
트로이 전쟁을 바탕으로 한 영화로는 《헬렌 오브 트로이》(1956년), 《트로이 목마》(1961년), 《트로이》(2004년)가 있다. 이 전쟁은 또한 많은 책, 텔레비전 시리즈와 다른 창작물에서도 다뤄졌다.

## 더 읽어보기

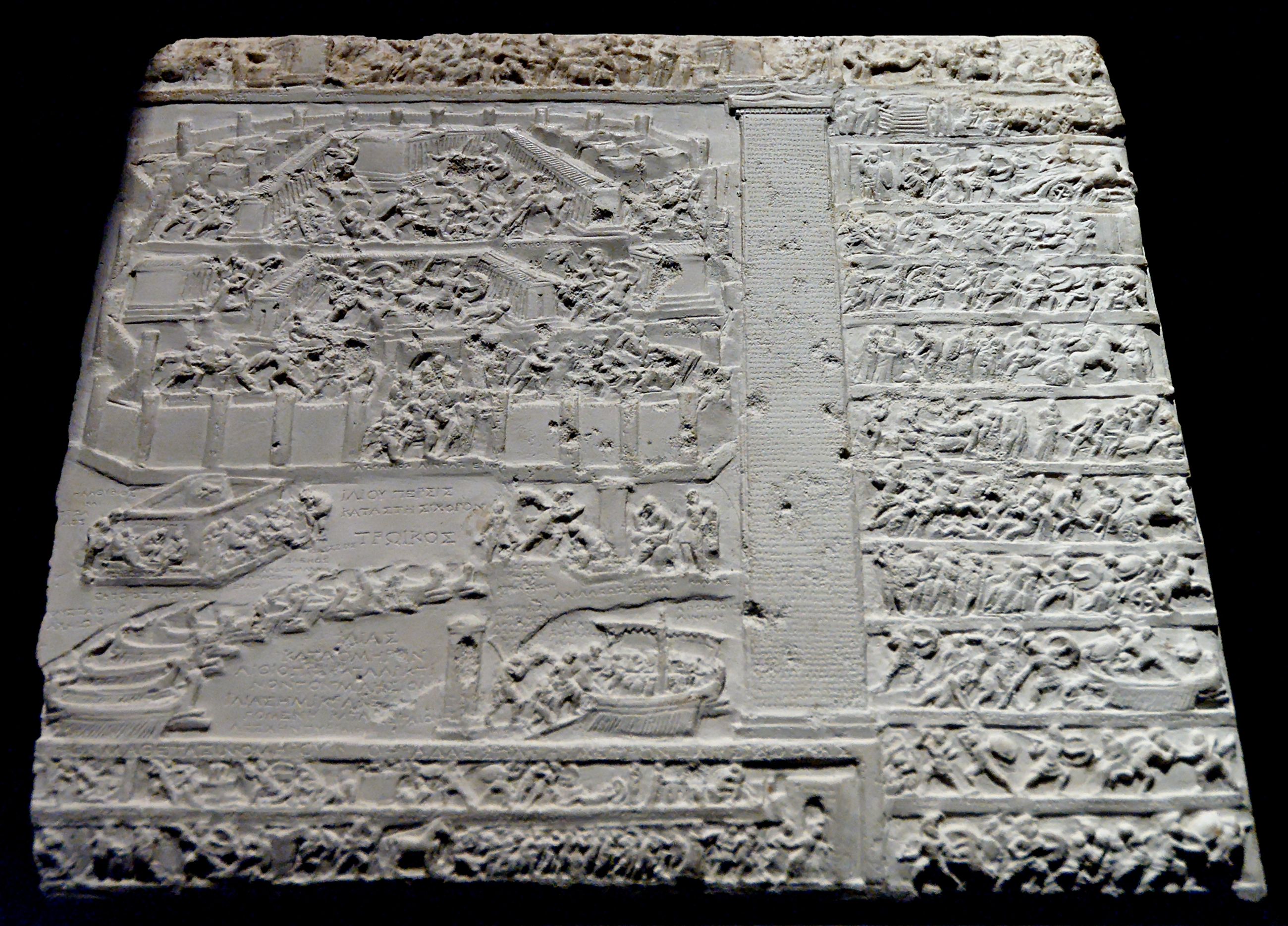
《타불라 일리아카》는 기원전 1세기 로마의 부조로, 트로이 전쟁 이야기의 장면들을 묘사하고 있다.

### 고대 저자
- Apollodorus, Gods & Heroes of the Greeks: The Library of Apollodorus, translated by Michael Simpson, The University of Massachusetts Press, (1976). ISBN 0-87023-205-3.
- Apollodorus, Apollodorus: The Library 보관됨 21 9월 2008 - 웨이백 머신, translated by Sir James George Frazer, two volumes, Cambridge MA: Harvard University Press and London: William Heinemann Ltd. 1921. Volume 1: ISBN 0-674-99135-4. Volume 2: ISBN 0-674-99136-2.
- Euripides, Andromache 보관됨 21 3월 2008 - 웨이백 머신, in Euripides: Children of Heracles, Hippolytus, Andromache, Hecuba, with an English translation by David Kovacs. Cambridge. Harvard University Press. (1996). ISBN 0-674-99533-3.
- Euripides, Helen 보관됨 21 3월 2008 - 웨이백 머신, in The Complete Greek Drama, edited by Whitney J. Oates and Eugene O'Neill, Jr. in two volumes. 1. Helen, translated by E. P. Coleridge. New York. Random House. 1938.
- Euripides, Hecuba 보관됨 19 3월 2008 - 웨이백 머신, in The Complete Greek Drama, edited by Whitney J. Oates and Eugene O'Neill, Jr. in two volumes. 1. Hecuba, translated by E. P. Coleridge. New York. Random House. 1938.
- Herodotus, Histories 보관됨 1 2월 2009 - 웨이백 머신, A. D. Godley (translator), Cambridge: Harvard University Press, 1920; ISBN 0-674-99133-8. Online version at the Perseus Digital Library].
- Pausanias, Description of Greece 보관됨 25 10월 2008 - 웨이백 머신, (Loeb Classical Library) translated by W. H. S. Jones; Cambridge, Massachusetts: Harvard University Press; London, William Heinemann Ltd. (1918). Vol 1, Books I–II, ISBN 0-674-99104-4; Vol 2, Books III–V, ISBN 0-674-99207-5; Vol 3, Books VI–VIII.21, ISBN 0-674-99300-4; Vol 4, Books VIII.22–X, ISBN 0-674-99328-4.
- Proclus, Chrestomathy, in Fragments of the Kypria 보관됨 20 2월 2005 - 웨이백 머신 translated by H.G. Evelyn-White, 1914 (public domain).
- Proclus, Proclus' Summary of the Epic Cycle 보관됨 9 10월 2009 - 웨이백 머신, trans. Gregory Nagy.
- Quintus Smyrnaeus, Posthomerica, in Quintus Smyrnaeus: The Fall of Troy 보관됨 1 12월 2019 - 웨이백 머신, Arthur Sanders Way (Ed. & Trans.), Loeb Classics #19; Harvard University Press, Cambridge MA. (1913). (1962 edition: ISBN 0-674-99022-6).
- Strabo, Geography 보관됨 9 3월 2008 - 웨이백 머신, translated by Horace Leonard Jones; Cambridge, Massachusetts: Harvard University Press; London: William Heinemann, Ltd. (1924)

### 근대 저자
- Burgess, Jonathan S. 2004. The Tradition of the Trojan War in Homer and the Epic Cycle (Johns Hopkins). ISBN 0-8018-7890-X.
- Castleden, Rodney. The Attack on Troy. Barnsley, South Yorkshire, UK: Pen and Sword Books, 2006 (hardcover, ISBN 1-84415-175-1).
- Davies, Malcolm (2000). “Euripides Telephus Fr. 149 (Austin) and the Folk-Tale Origins of the Teuthranian Expedition” (PDF). 《Zeitschrift für Papyrologie und Epigraphik》 133: 7–10. 2007년 6월 14일에 원본 문서 (PDF)에서 보존된 문서. 2007년 4월 10일에 확인함.
- Durschmied, Erik. The Hinge Factor:How Chance and Stupidity Have Changed History. Coronet Books; New Ed edition (7 Oct 1999).
- Frazer, Sir James George, Apollodorus: The Library 보관됨 21 9월 2008 - 웨이백 머신, two volumes, Cambridge MA: Harvard University Press and London: William Heinemann Ltd. 1921. Volume 1: ISBN 0-674-99135-4. Volume 2: ISBN 0-674-99136-2.
- Graves, Robert. The Greek Myths, Penguin (Non-Classics); Cmb/Rep edition (6 April 1993). ISBN 0-14-017199-1.
- Kakridis, J., 1988. Ελληνική Μυθολογία ("Greek mythology"), Ekdotiki Athinon, Athens.
- Karykas, Pantelis, 2003. Μυκηναίοι Πολεμιστές ("Mycenean Warriors"), Communications Editions, Athens.
- Latacz, Joachim. Troy and Homer: Towards a Solution of an Old Mystery. New York: Oxford University Press (US), 2005 (hardcover, ISBN 0-19-926308-6).
- Simpson, Michael. Gods & Heroes of the Greeks: The Library of Apollodorus, The University of Massachusetts Press, (1976). ISBN 0-87023-205-3.
- Strauss, Barry. The Trojan War: A New History. New York: Simon & Schuster, 2006 (hardcover, ISBN 0-7432-6441-X).
- Thompson, Diane P (2004). 《The Trojan War: Literature and Legends from the Bronze Age to the Present》. Jefferson, NC: McFarland. ISBN 0-7864-1737-4.
- Troy: From Homer's Iliad to Hollywood Epic, edited by Martin M. Winkler. Oxford: Blackwell Publishers, 2007 (hardcover, ISBN 1-4051-3182-9; paperback, ISBN 1-4051-3183-7).
- Wood, Michael. In Search of the Trojan War. Berkeley: University of California Press, 1998 (paperback, ISBN 0-520-21599-0); London: BBC Books, 1985 (ISBN 0-563-20161-4).